# St. Vitus (Lösnich)

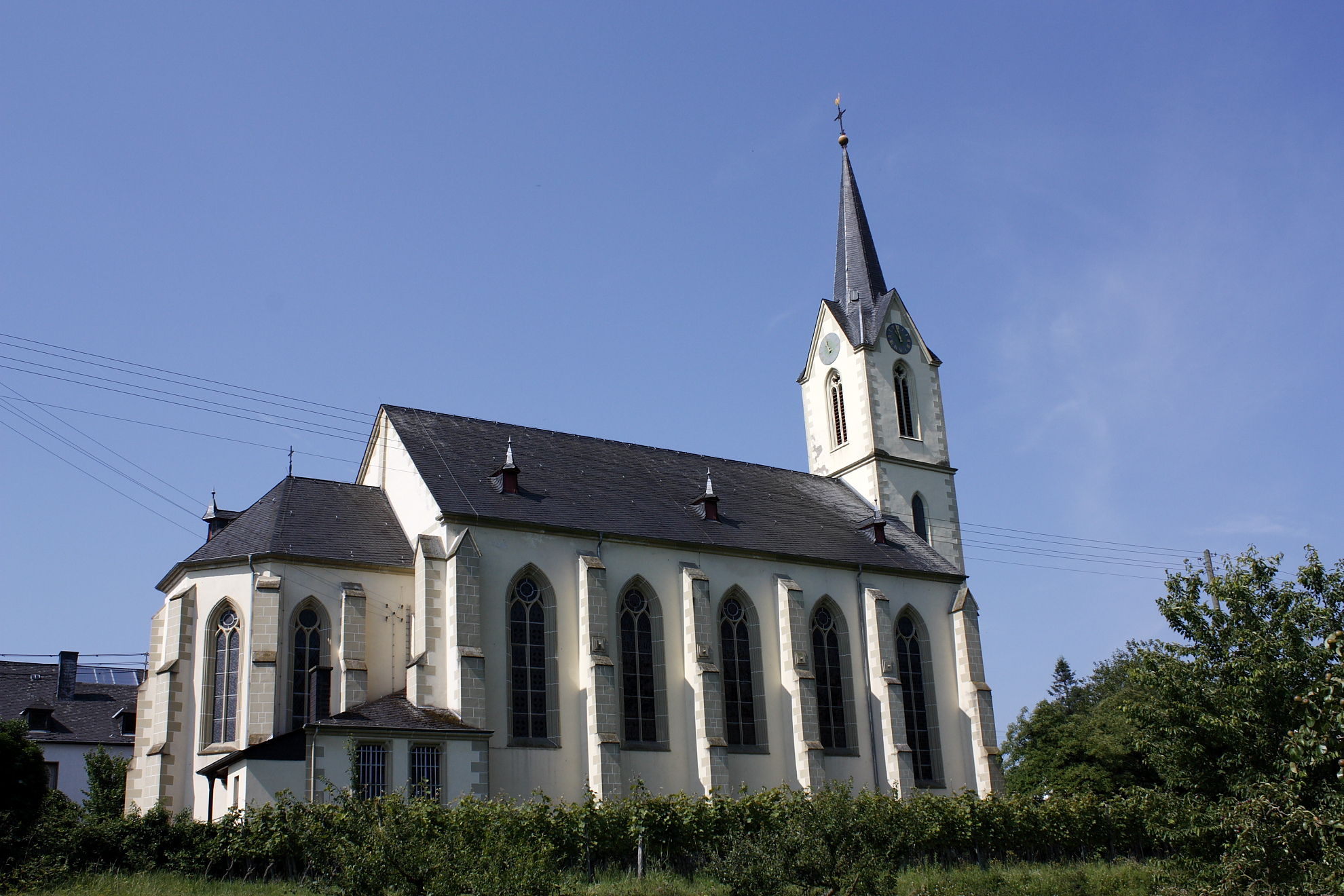
Die Pfarrkirche St. Vitus in Lösnich, 2013

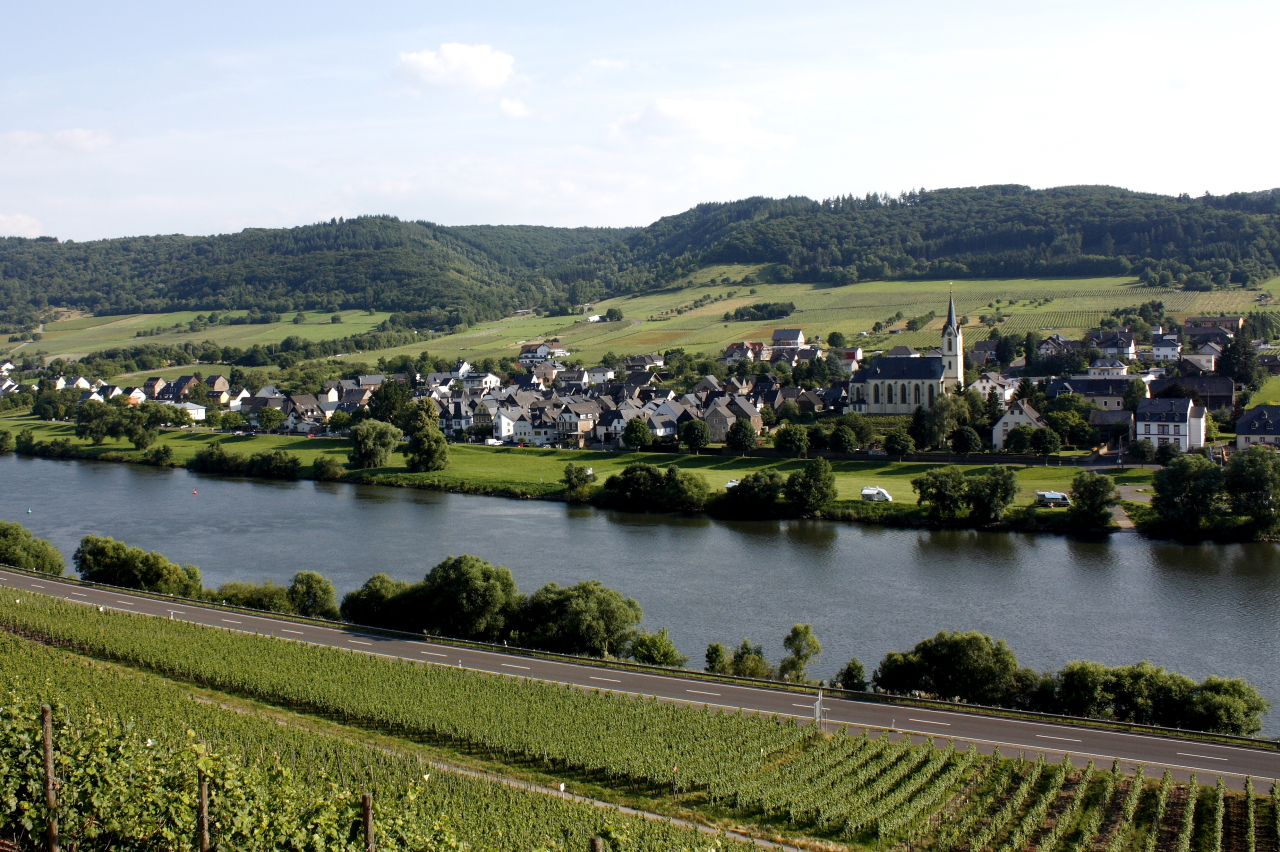
Blick auf Lösnich von der gegenüberliegenden Moselseite

Die Pfarrkirche St. Vitus befindet sich in zentraler Lage des Moselortes Lösnich im Kreis Bernkastel-Wittlich. Erbaut 1879/80, ersetzte sie die reparaturbedürftig und zu klein gewordene Kirche von 1638 im Oberdorf.

## Geschichte

### Neubau der Kirche

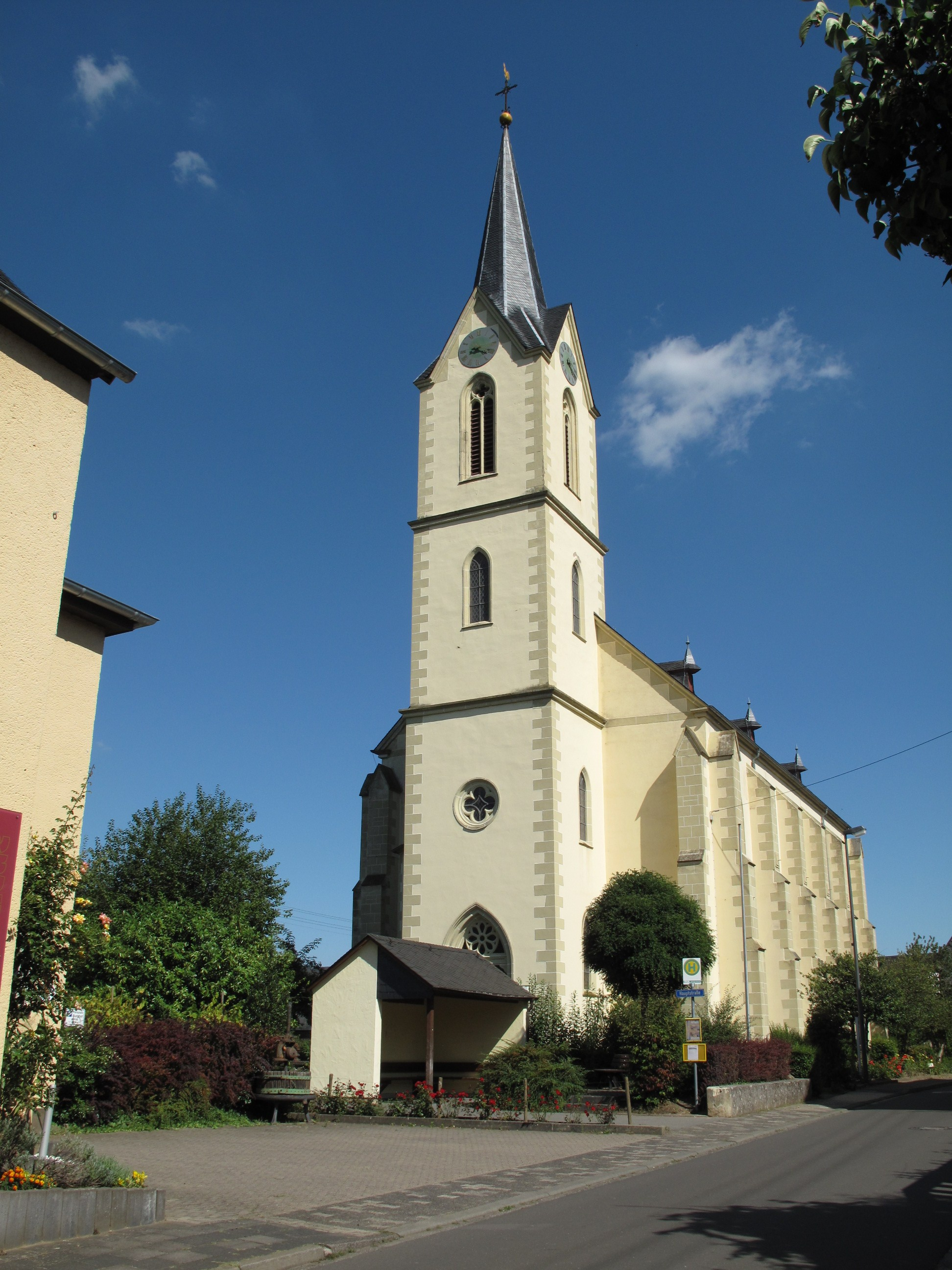
St. Vitus Lösnich

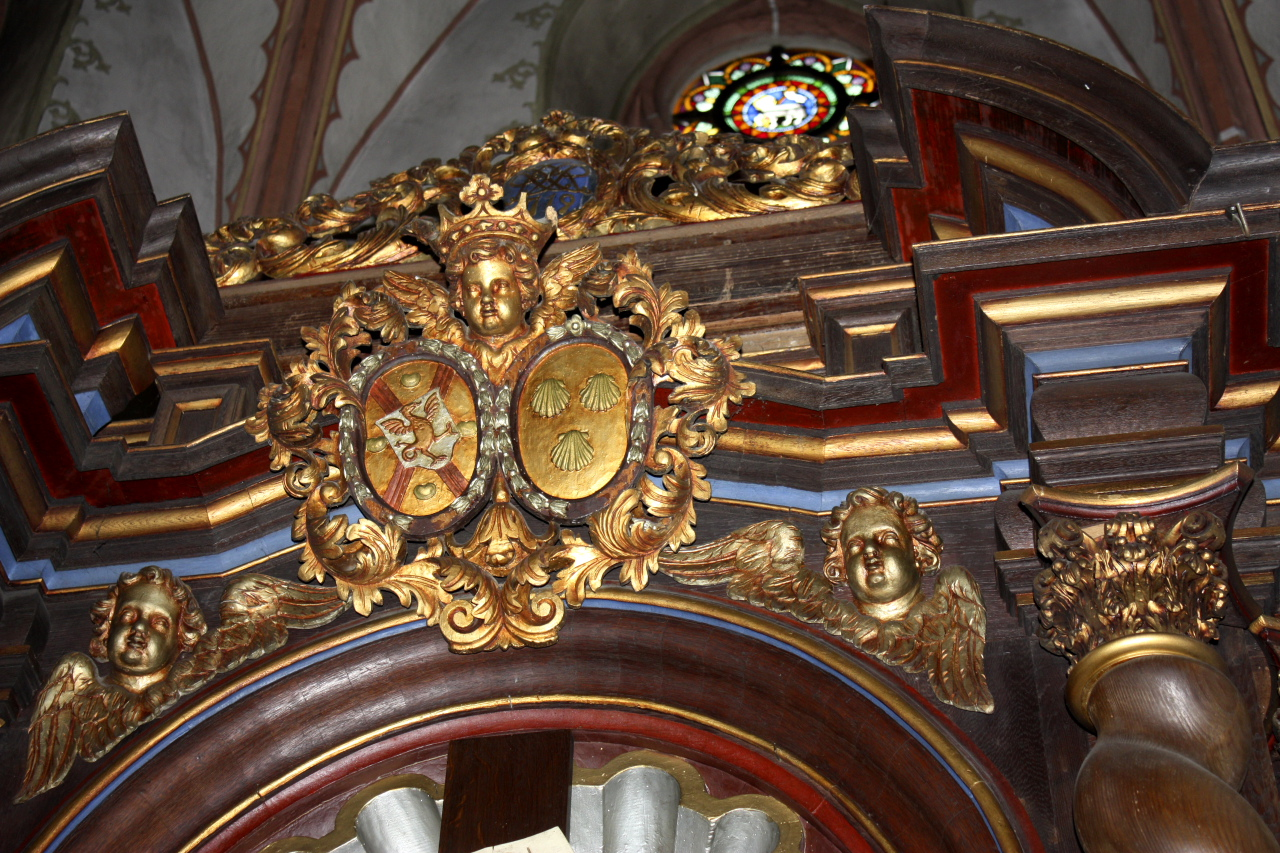
Das Ehewappen Kesselstatt-Metternich von 1719 aus der ehemaligen Kirche in Lösnich, heute am Hochaltar der neuen Kirche angebracht

Mit Pastor Wintrath, der von 1862 bis 1863 nur kurz in Lösnich tätig war, wurde der Ruf nach einer neuen Kirche immer lauter. Die Kriegswirren von 1866 und 1870 wie auch die Frage der Finanzierung dieses großen Vorhabens verzögerten aber maßgeblich den Baubeginn. Am 17. Oktober 1880 konnte Pastor Matthias Monshausen, der 1863 die Seelsorge in Lösnich übernommen hatte, die Einsegnung des neuen Gotteshauses vornehmen. Die feierliche Einweihung durch Bischof Michael Felix Korum von Trier erfolgte erst am 18. Juni 1883. Der Bischof spendete bei diesem Besuch auch gleichzeitig das Sakrament der Firmung in Lösnich. Laut Trierischer Landeszeitung habe ganz Lösnich im Festschmuck geprangt, sie würdigte die Bemühungen der Lösnicher Burschen und Mädchen zur Hebung des hohen Festes.
Der Eckstein der Kirche war im Rahmen einer Feier am 22. Juni 1879 gelegt worden. Die Gemeinde zog in einer Prozession von der alten Kirche zur Baustelle der neuen und nach Einsegnung des Grundsteins, dem eine Urkunde beigelegt wurde, zurück zur alten Kirche. Nach Fertigstellung der neuen Kirche wurde die alte bis auf den Chor für 650 Mark zum Abbruch an einen Kindeler Bauunternehmer versteigert. Pastor Monshausen ließ 1880 drei Chorfenster für die Kirche von dem Maler Wilhelm Meyer auf Rohrerhof bei Koblenz malen. Er verstarb 1886 im Alter von 81 Jahren und wurde links neben dem Chor der alten Kirche beigesetzt.
Die heutigen Altäre der neuen Kirche sind nicht mehr die ursprünglichen. Der ehemals gotische Hauptaltar wurde in den 1930er Jahren ersetzt durch einen aus Bestandteilen der barockähnlichen Altäre der „Alten Kirche“ neugestalteten Altar. Er trägt das Ehewappen des Casimir von Kesselstatt und seiner Gemahlin Anna Clara von Metternich, das mit der Jahreszahl 1719 versehen ist. Das gleiche Wappen mit der Jahreszahl 1713, jedoch bis zur Unkenntlichkeit zerstört, findet sich an der moselseitigen Gartenmauer des alten Pfarrhauses wieder.
Die Glocken der neuen Kirche mussten zwischenzeitlich ersetzt werden. Die ersten wurden dem Zweiten Weltkrieg eingeschmolzen. Seit 1949 ruft ein neues Geläut zum Gottesdienst, bestehend aus drei Glocken, die auf die Töne C, E und G gestimmt sind. Geweiht sind die Glocken dem Kirchenpatron St. Vitus, der Hl. Muttergottes und dem Hl. Josef.
Die letzte Renovierung der Kirche erfolgte in den Jahren 1975 und 1976, nachdem Risse in der Decke festgestellt worden waren. 2012 wurden einige Fenster der Kirche durch ein Unwetter mit Hagelschlag in Mitleidenschaft gezogen. Sie wurden zur Wiederherstellung komplett ausgebaut.
Erbaut wurde die Kirche von Kommunalbaumeister Heinrich Bruck aus Wittlich. Derselbe war auch beteiligt am Bau der Pfarrkirchen St. Margaretha in Hontheim, St. Michael in Kinderbeuern, St. Nikolaus in Wittlich-Neuerburg und wahrscheinlich auch der Pfarrkirche St. Matthias in Neef an der Mosel. Erbaut 1890/91, ist diese außen wie innen nahezu ein Abbild der Lösnicher Kirche, nur außen in Naturschiefer belassen. Die Pläne der zu diesem Zeitpunkt bereits 10 Jahre alten Lösnicher Kirche dienten offenbar als Vorlage für den Neubau in Neef. Nahezu baugleiche Kirchen aus dieser Zeit finden sich auch noch in Altrich (St. Andreas) und Kordel (St. Amandus und St. Vedastus).

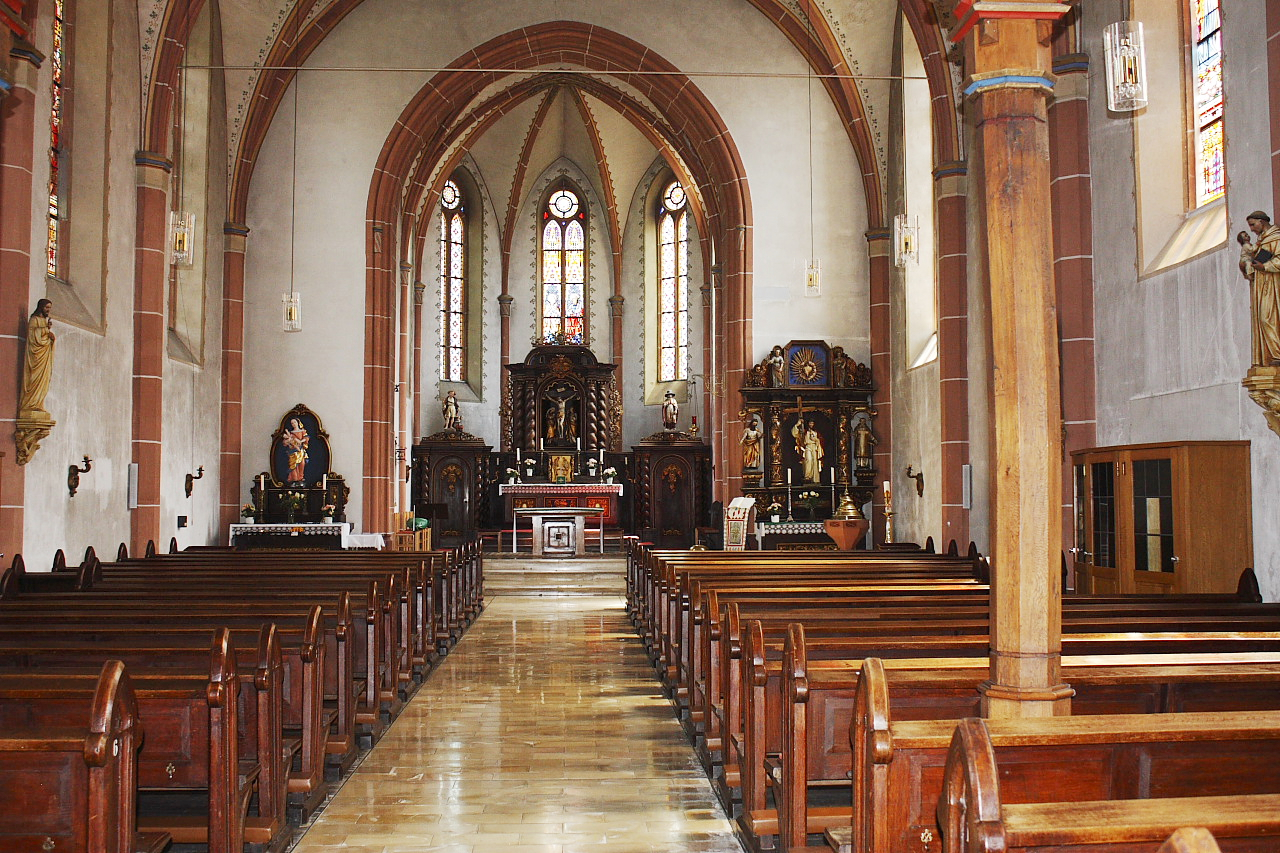
Innenansicht der St.-Vitus-Kirche Lösnich, 2014
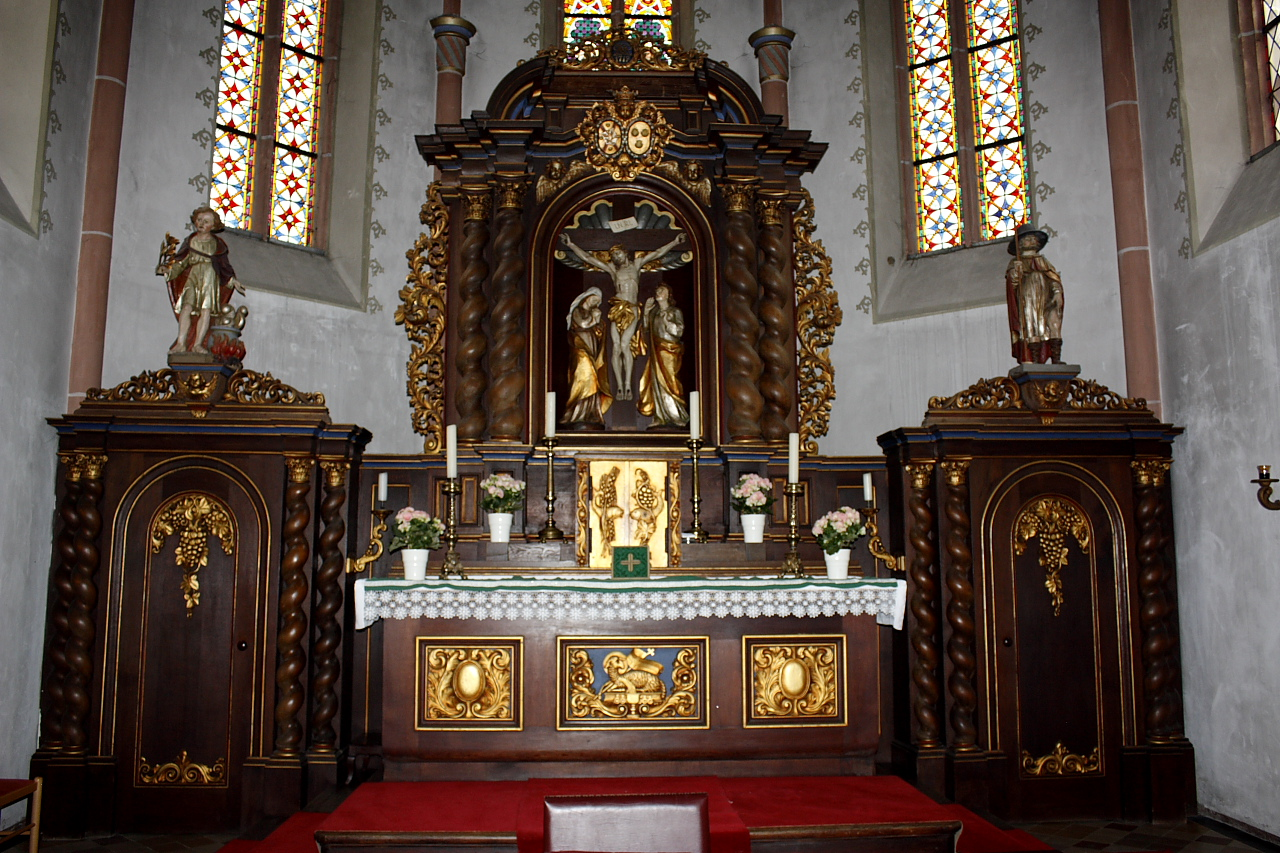
Hauptaltar der St.-Vitus-Kirche Lösnich, 2014
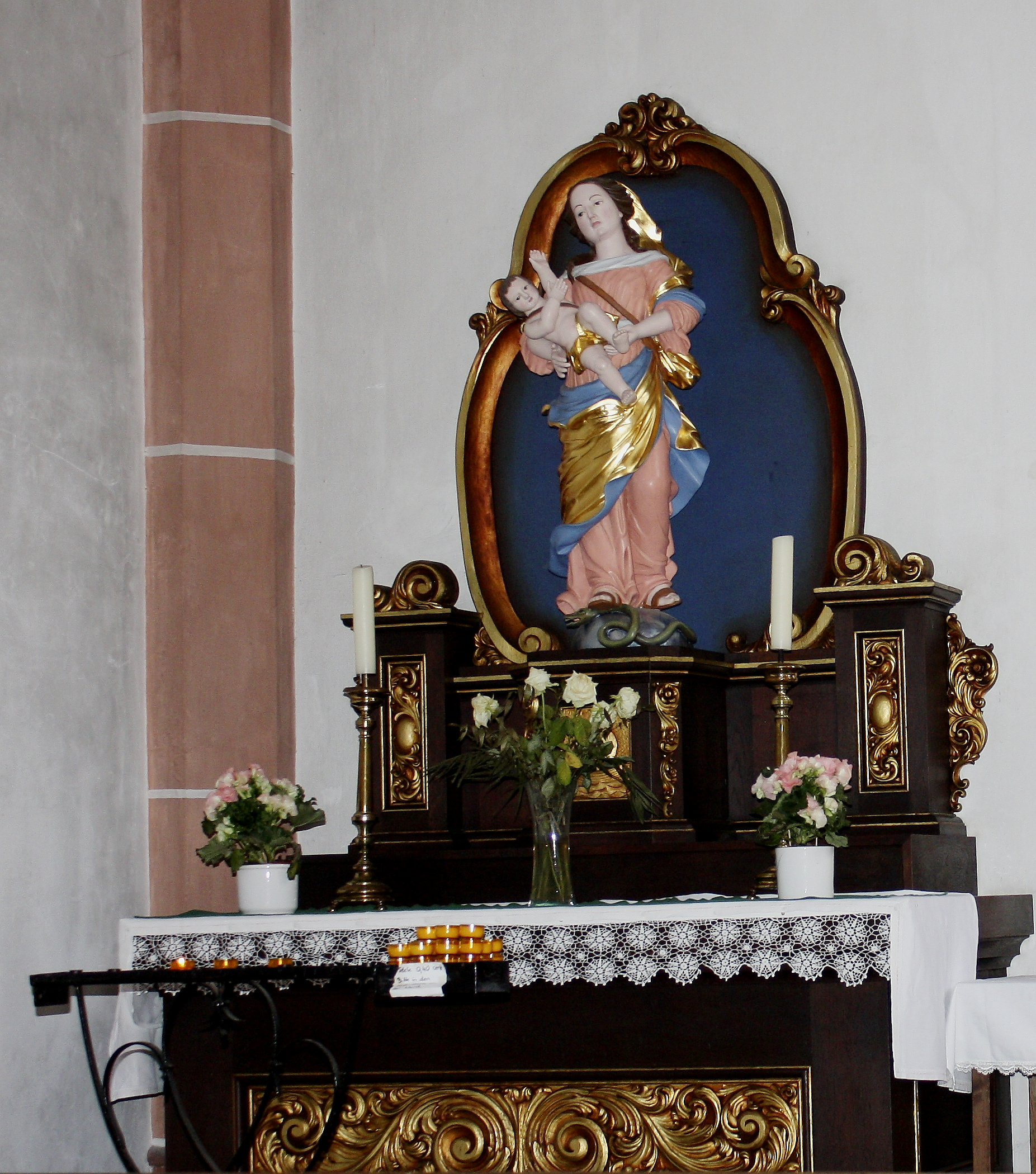
Der linke Seitenaltar in St. Vitus Lösnich, 2014
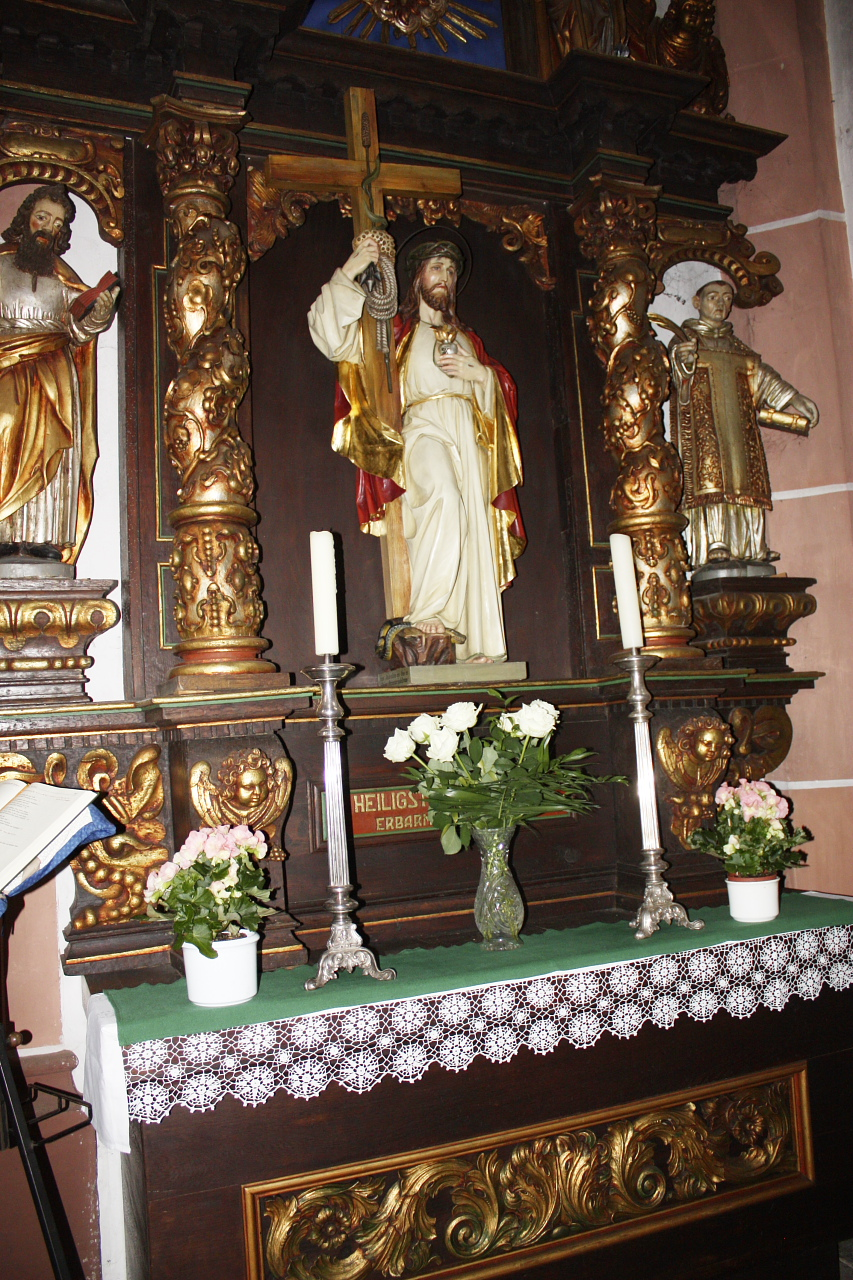
Der rechte Seitenaltar in St. Vitus Lösnich, 2014
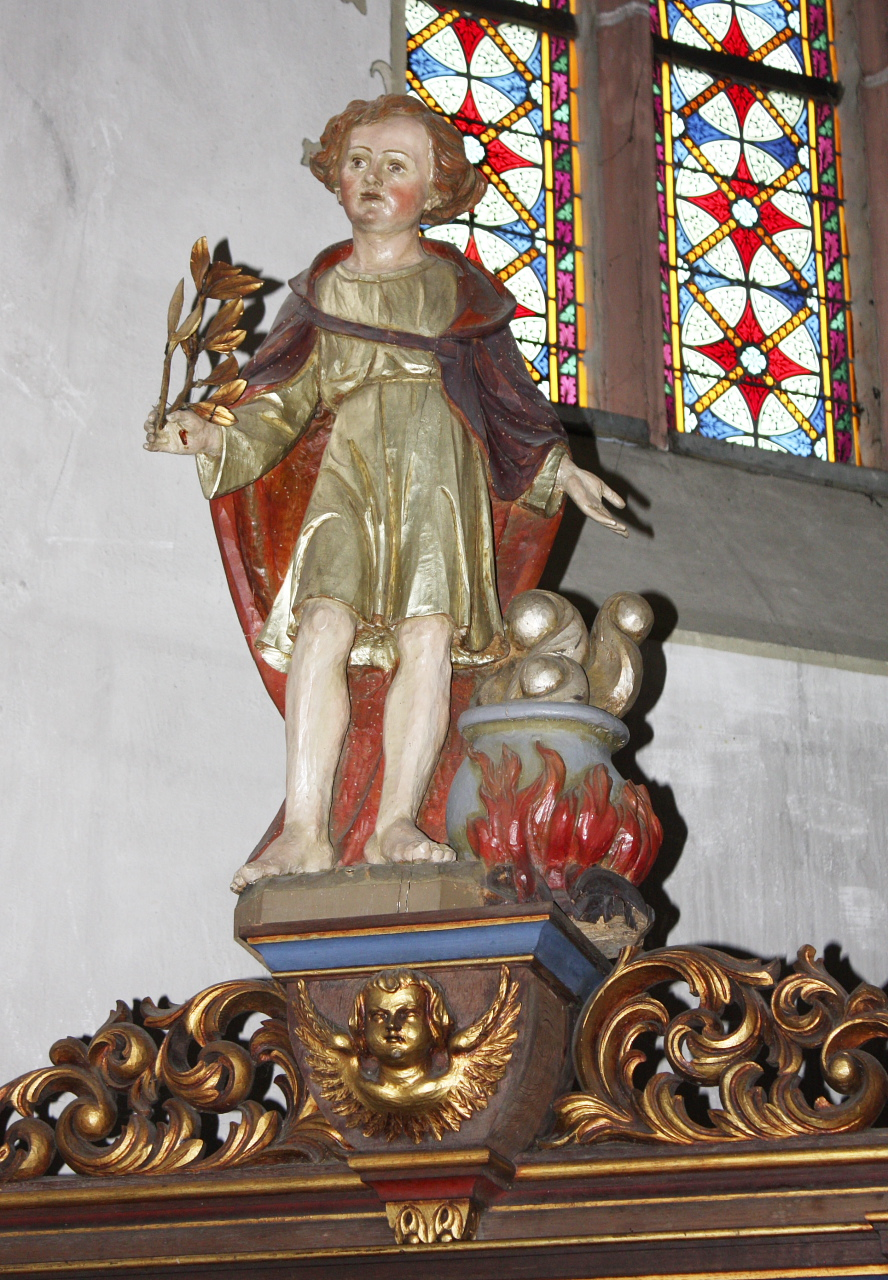
Figur des Hl. Vitus links am Hauptaltar, 2014
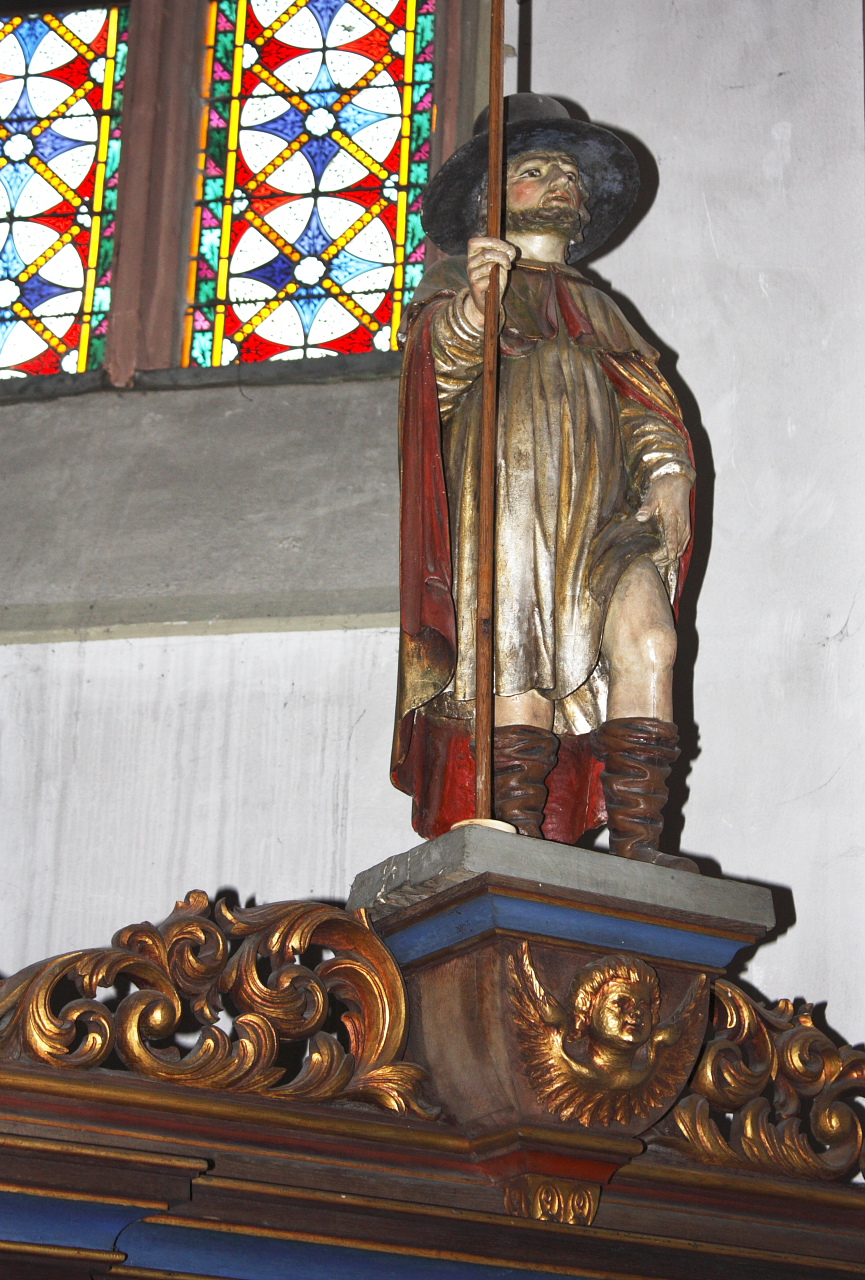
Figur des Hl. Rochus rechts am Hauptaltar, 2014
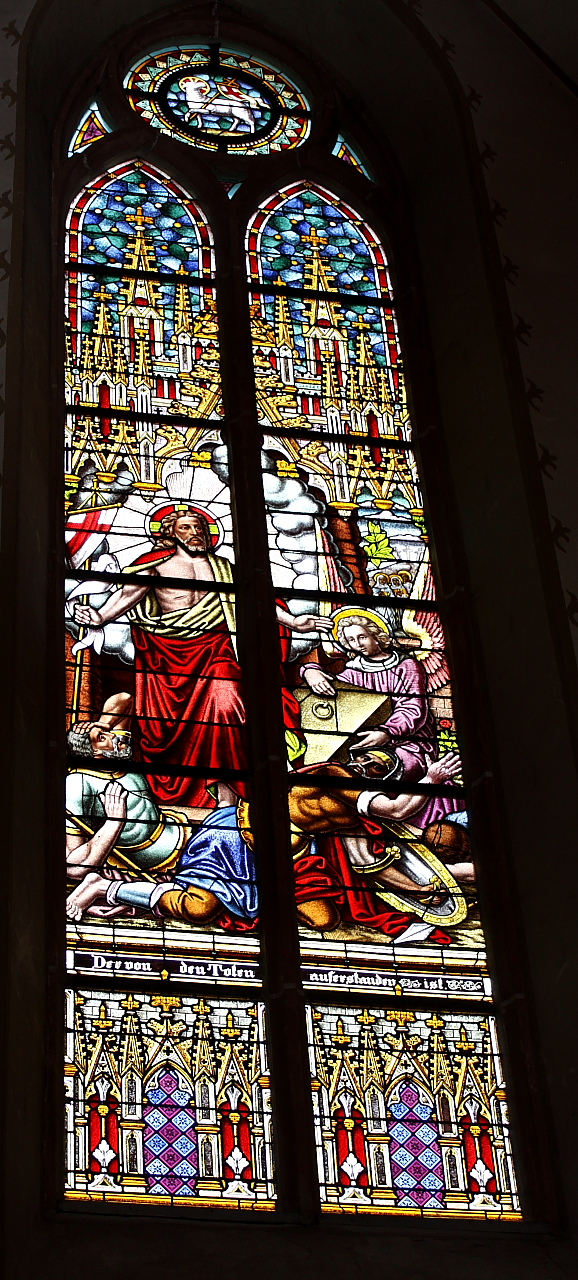
Beispiel der farbigen Kirchenfenster in St. Vitus Lösnich, 2014
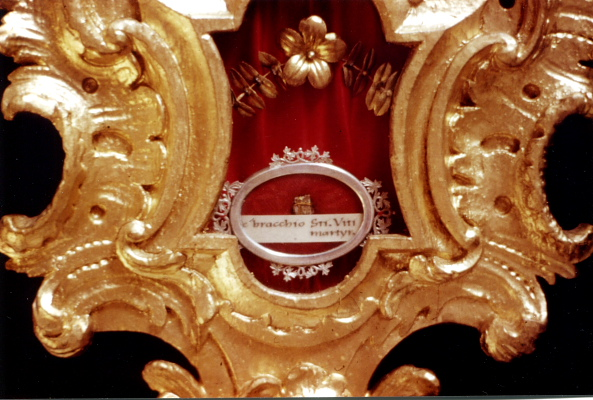
Alte Monstranz mit einer Reliquie des Hl. Vitus in St. Vitus Lösnich um 1983
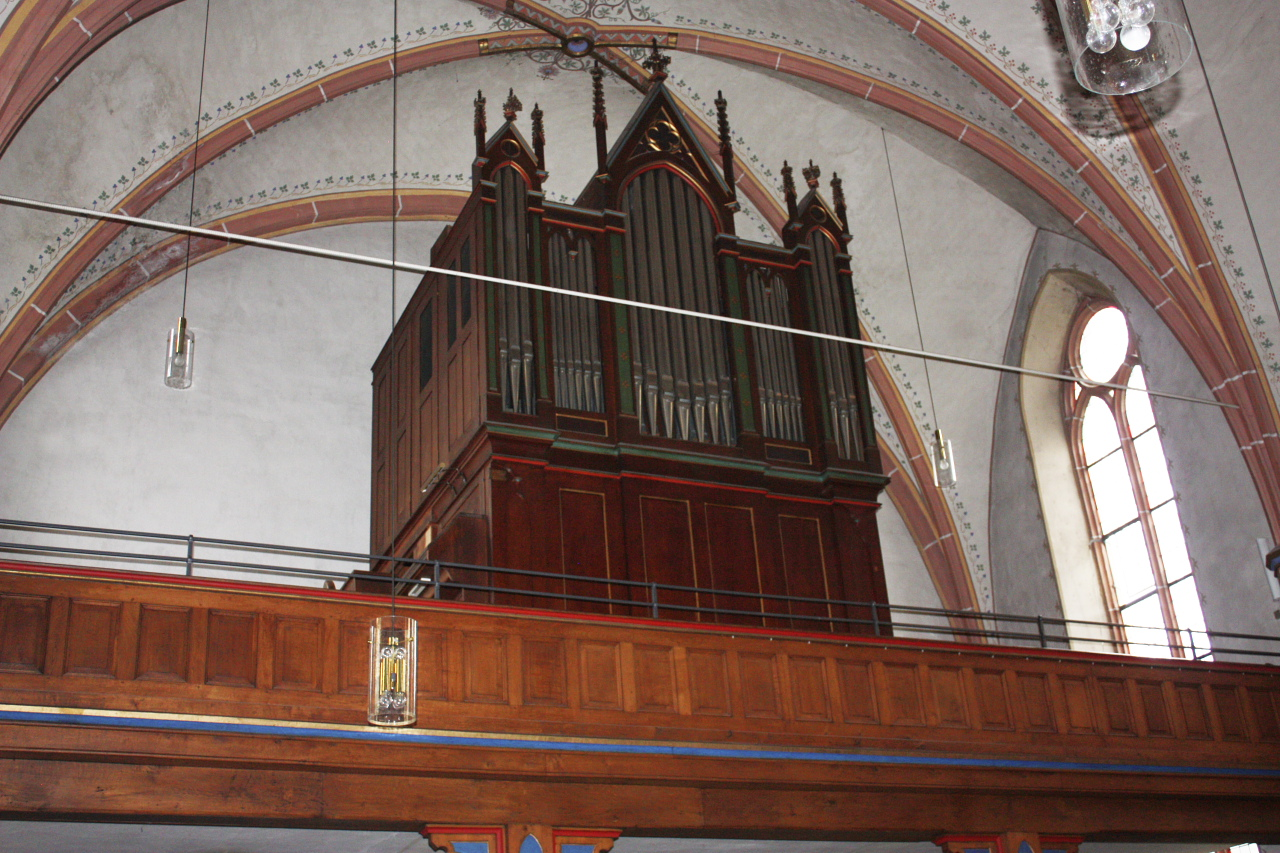
Die Breidenfeld Orgel in St. Vitus Lösnich um 1983

### Orgel
Die Orgel der Lösnicher Kirche wurde 1892 als Opus 85 der Gebrüder Breidenfeld geschaffen, ist original erhalten und wurde 1998 restauriert.
Ausstattung:
18 Züge, 2 Manuale plus Pedal, 14 Register.

### Erwerb des Patronats durch die Grafen von Sayn
Im Jahre 1241 hatte Graf Heinrich von Sayn zusammen mit seiner Gemahlin Mechthilde Güter in Zeltingen und Rachtig mit dem Patronatsrecht zu Lösnich für 900 Kölnische Mark von der Benediktinerabtei Mönchen-Gladbach gekauft.

### Schenkung des Patronatsrechts an den Deutschen Orden

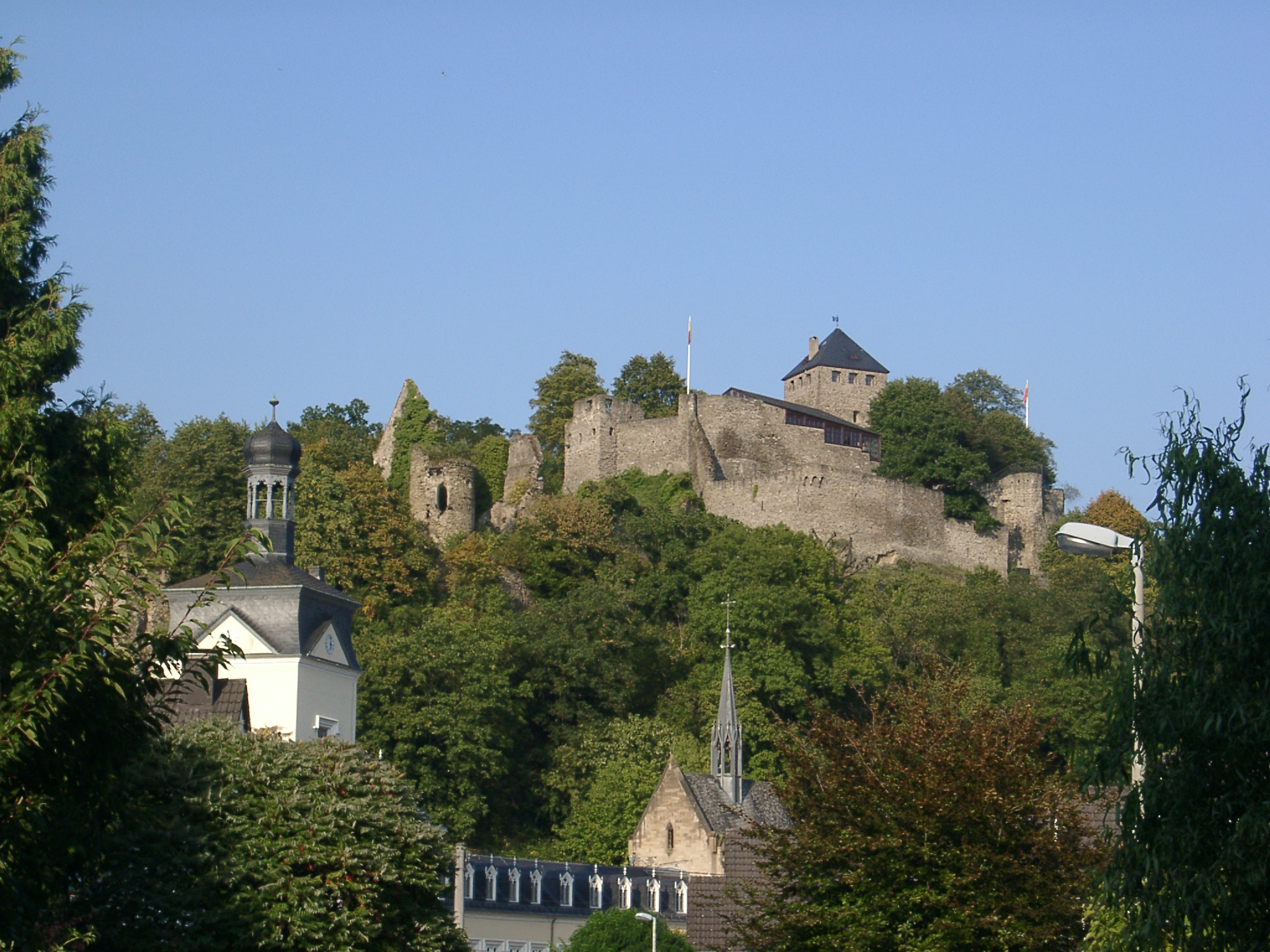
Burg Sayn in Bendorf-Sayn bei Koblenz

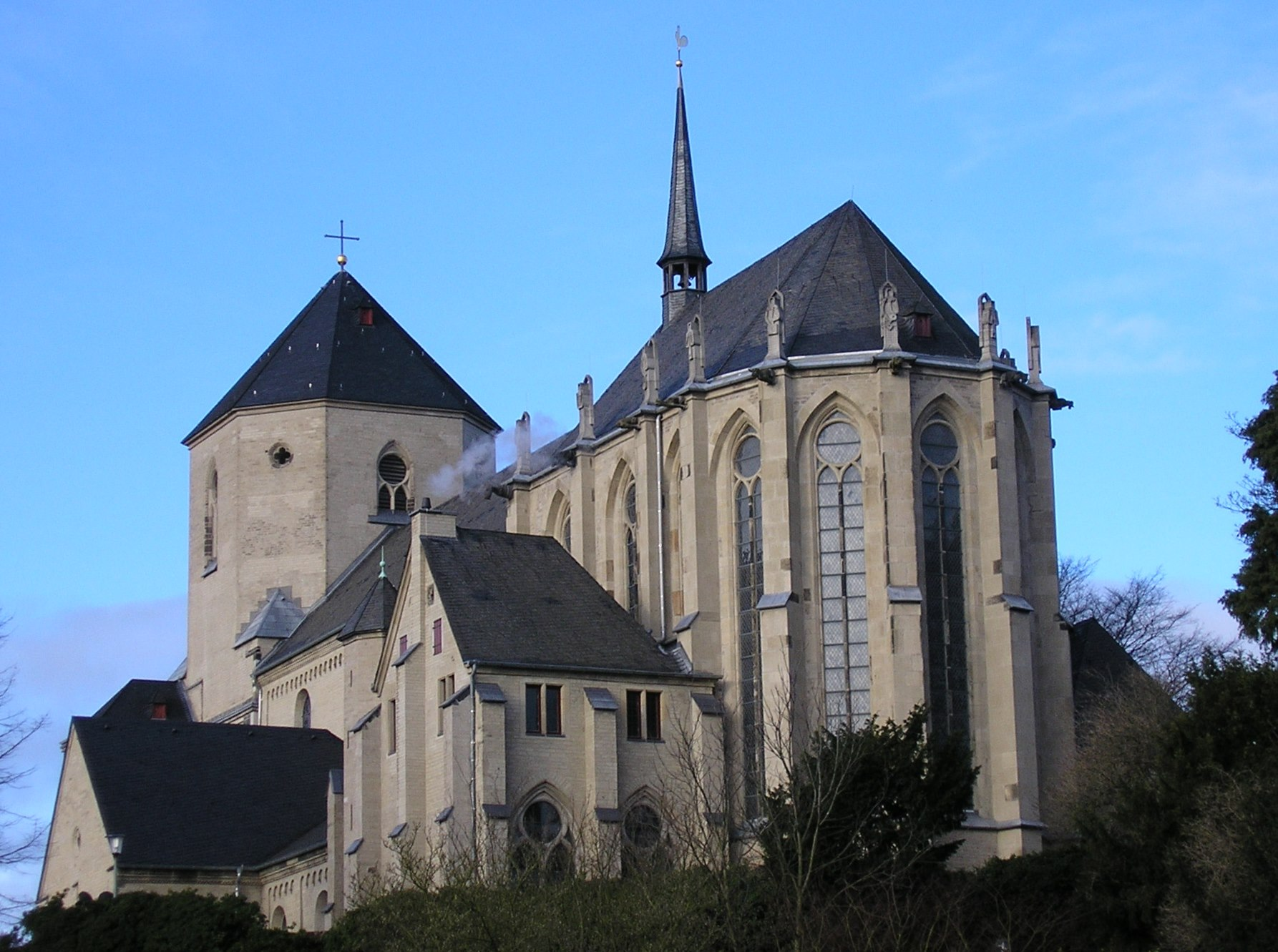
Münster St. Vitus Mönchengladbach

Diese Güter gingen nach dem Tod Heinrichs im Januar 1247 im gleichen Jahr durch eine Schenkung seiner Gemahlin an den Deutschen Orden. Das nicht mitverliehene Zehntrecht wurde 1250 in einer weiteren Schenkung Mechthildes an den Deutschen Orden übertragen. Die nächste Schenkung im Jahre 1252 hatte schließlich das Patronatsrecht von Lösnich zum Inhalt.
Die Benediktinerabtei Mönchengladbach zählte zu ihrem ältesten Besitz Gladbach selbst, Hardt und Rasseln, Oedt, die Pfarrkirchen Kempen, Dülken sowie an Mosel und Mittelrhein Zeltingen, Rachtig, Lösnich, Buchholz und Niederweiler. Bis zum Ende des 12. Jahrhunderts wird die wirtschaftliche Lage des Klosters als einigermaßen gesund beschrieben. Aber im 13. Jahrhundert wurde Gladbach – wie fast alle niederrheinischen Benediktinerklöster – von einer Krise ergriffen. Der Veräußerung von Besitzungen fielen dabei auch die Güter an der Mosel zum Opfer.
Anlässlich eines Zehntstreits im Jahre 1338 machte man von Seiten des Deutschen Ordens die Aussage, dass die Kirche in Lösnich die Pfarrkirche sei, dass sie ihm gehöre und dass der Deutsche Orden im ganzen Pfarrbezirk Inhaber des großen und kleinen Zehnten sei. Die zur Trierer Kommende gehörige Lösnicher bzw. Rachtiger Pfarrei behielt der Deutsche Orden bis zur Französischen Revolution. Besetzt wurde die Pfarrei meist mit Ordenspriestern.
Die Bezeichnung des Pfarrsitzes schwankte vor allem im 13. und 14. Jahrhundert zwischen Rachtig und Lösnich. Zwischen den Priestern war die Pfarrei so aufgeteilt, dass ein Geistlicher für Lösnich und Erden, ein anderer für Rachtig und Zeltingen zuständig war, wobei von einer Ober- und Unterpfarrei gesprochen wurde. Eine definitiv festgelegte Pfarrkirche gab es nicht. Die Kirche zu Lösnich, erstmals erwähnt im Zusammenhang mit der Beisetzung Kunos des I. im Jahre 1066, gehörte laut einer Urkunde Friedrichs des I. 1182 zur Benediktinerabtei St. Maximin in Trier, von der sie wahrscheinlich an die Abtei Mönchen-Gladbach desselben Ordens übergegangen war.:14 Von dieser Abtei hat sie allem Anschein nach den Namenspatron St. Vitus erhalten, von welchem dort bedeutende Reliquien aufbewahrt werden. Das Mönchengladbacher Münster St. Vitus, von 974 bis 1802 Abteikirche der Benediktinerabtei, wurde 1974 von Papst Paul VI. in den Stand einer „Basilika Minor“ erhoben. Als früherer zweiter Patron der Lösnicher Pfarrkirche wird der Hl. Markus genannt. Die Gottesdienste an Sonn- und Feiertagen wurden für die Unterpfarrei abwechselnd in Lösnich und Erden gehalten. Erden musste den Unterhalt der Lösnicher Kirche mitbestreiten. Die Weigerung Erdens, sich an den Kosten für den Turmbau und die Anschaffung einer neuen Glocke zu beteiligen, wurde 1516 von einem Schiedsgericht zu Ungunsten von Erden entschieden.

### Die alte Kirche im Oberdorf

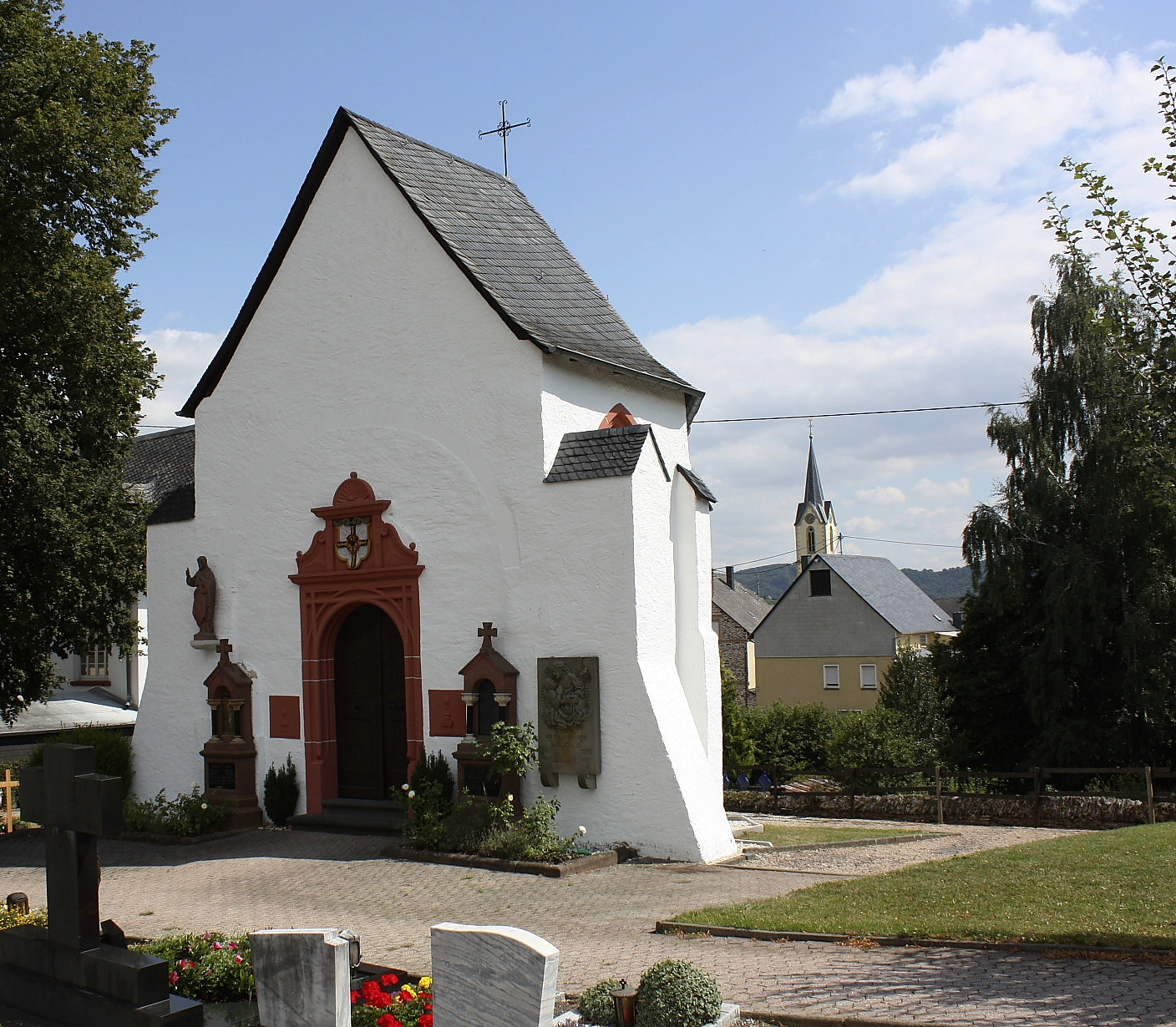
Chor der alten Lösnicher Kirche

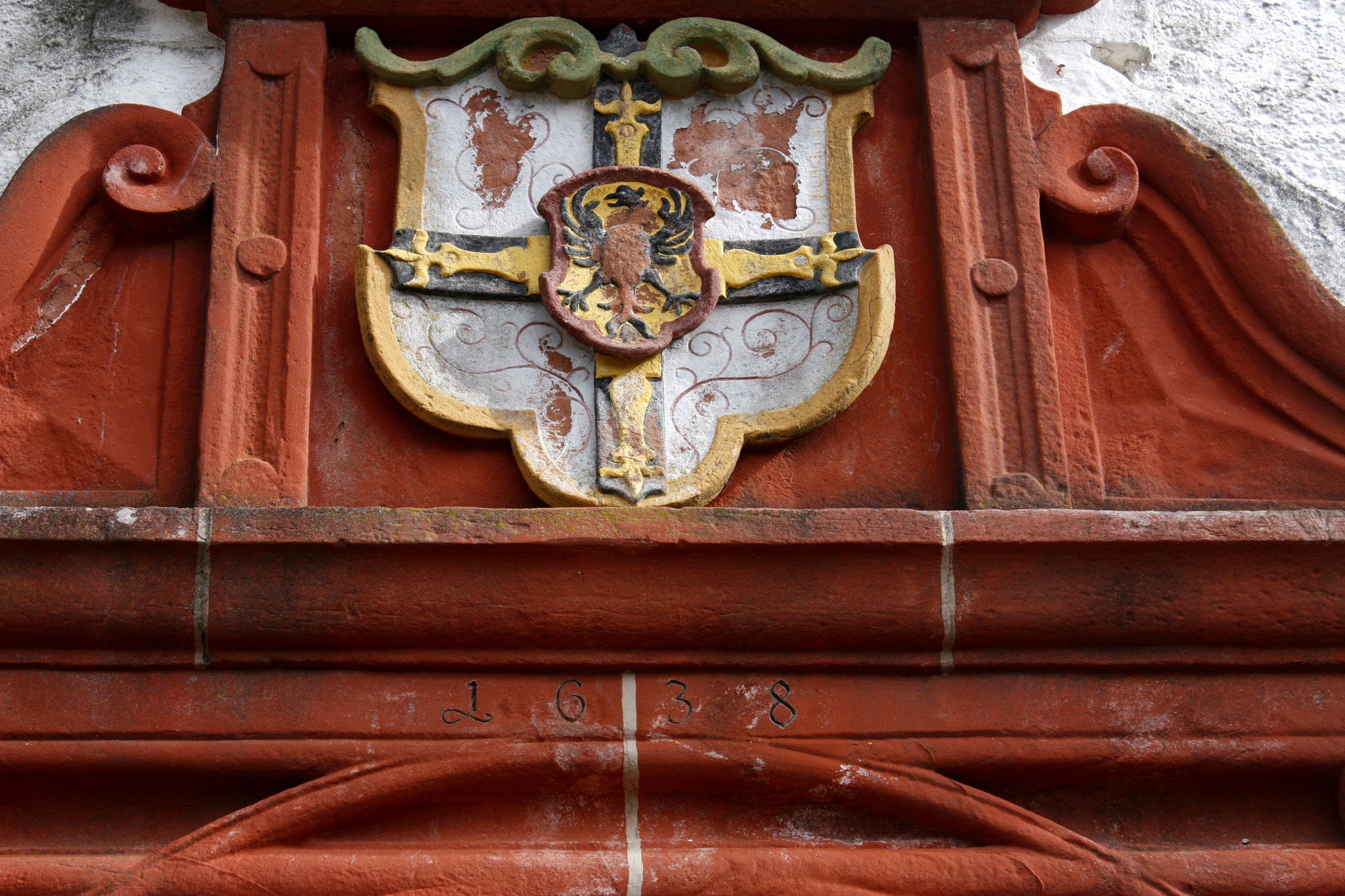
Portals der ehemaligen Lösnicher Kirche

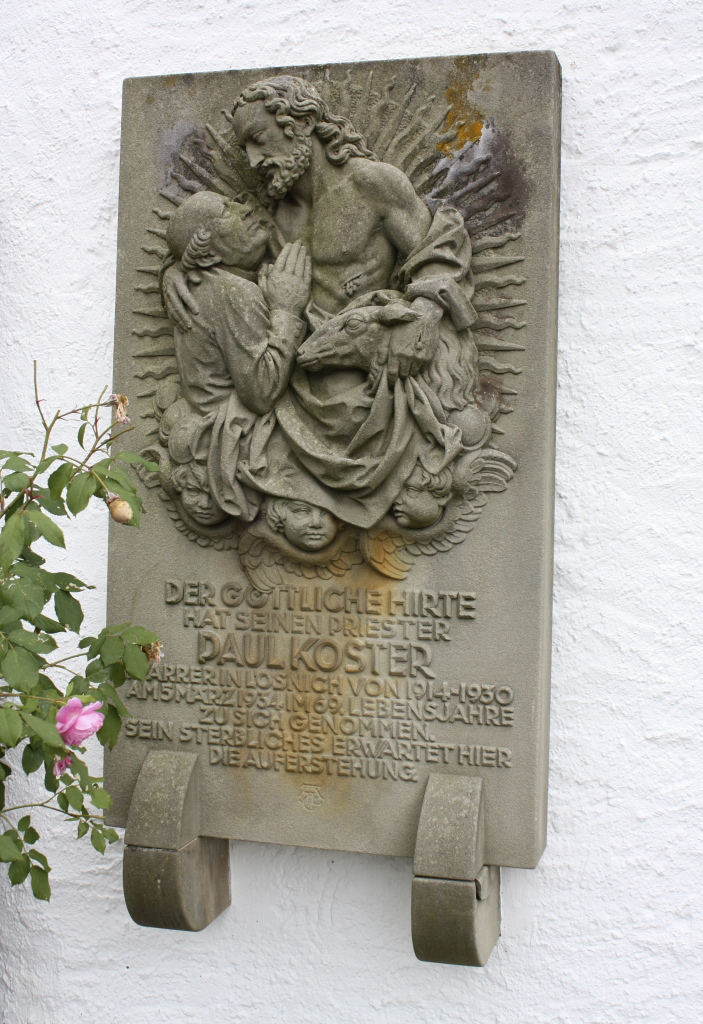
Grabstein Pfr. Paul Koster an der Friedhofskapelle (2013)

Die alte Kirche selbst stand auf dem heutigen Friedhof im Oberdorf. Der Chor der Kirche wurde beim Abbruch des Kirchenschiffs im Jahre 1881 stehengelassen und dient seitdem als Friedhofskapelle. Bei einer Renovierung im Jahre 1980 erhielt die Kapelle ein neues Dach, einen neuen Fußboden und einen neuen Anstrich. Ein Jahr zuvor war die Kapelle unter Denkmalschutz gestellt worden. Der Bau des im Jahre 1881 niedergelegten Kirchenschiffs fällt in das Jahr 1638. Eine Inschrift, die wahrscheinlich beim Abriss zerstört worden ist, führte den Bau zurück auf Philipp Bernhard von Lontzen, genannt Roben, Statthalter der Ballei Lothringen, Kommentur zu Trier und Beckingen, Deutschordensritter. Das prächtige Wappenbild der Hochmeister des Deutschen Ordens und das im Schlussstein des Kreuzgewölbes im alten Chor der Kirche eingelassene Wappen der Roben von Lonzen in der heutigen Kapelle geben noch ein Zeugnis ihrer Erbauer.
Die letzte Erweiterung der Kirche erfolgte im Jahre 1662 durch Herrn Adam Caspary, Pastor zu Lösnich. Er ließ das Schiff nach Süden hin und auf beiden Seiten bis zur Westmauer des Turmes, der gegen Westen stand, erweitern. In der Festschrift anlässlich des Volkstümlichen Sängerfestes in Lösnich im Jahre 1928 beschrieb Pastor Paul Koster die alte Kirche, die ja bereits bis auf den Chor abgebrochen war, in erstaunlich vielen Details. Nach eigenen Angaben hatte er schon früher einige Skizzen aufgrund von Angaben und Messungen des Herrn Joseph Conen angefertigt. Pastor Koster sollte übrigens später seine letzte Ruhestätte vor ebendieser Friedhofskapelle finden. Sein Grabstein, den er selbst bereits zu Lebzeiten hat erstellen lassen, ist heute rechts neben der Eingangstür der Kapelle eingemauert und erinnert an sein Wirken in Lösnich. Nach Kosters Beschreibungen schlossen sich an den Chor in Richtung Westen Kirchenschiff und Turm an. Die letzten baulichen Veränderungen im Jahre 1662, bei denen das Schiff bis zur äußeren Westmauer des Turmes verlängert worden war, sollen der Kirche ein etwas unförmiges Aussehen gegeben haben.
Der Haupteingang auf der Nordseite der Kirche war von Eingang des Friedhofs direkt zu erreichen. Ein auf Holzpfeilern ruhendes Satteldach umgab das Portal der Kirche. Dieses Portal mit der alten Eichentür wurde bei der Niederlegung des Kirchenschiffs in die Vorderwand des stehengebliebenen Chores eingesetzt und schmückt mit seinem herrlichen Wappen des Deutschordenskomturs der Ballei Lothringen den Eingang der Kapelle. Die Jahreszahl 1638 weist auf das Errichtungsjahr der alten Kirche hin. Auf seiner Nordseite hatte das alte Kirchenschiff zwei und auf der Südseite drei Fenster. Eins dieser Fenster wurde beim Abbruch in die Nordwand des Chores über der zugemauerten Sakristeitür angebracht.

### Die Altäre der alten Kirche

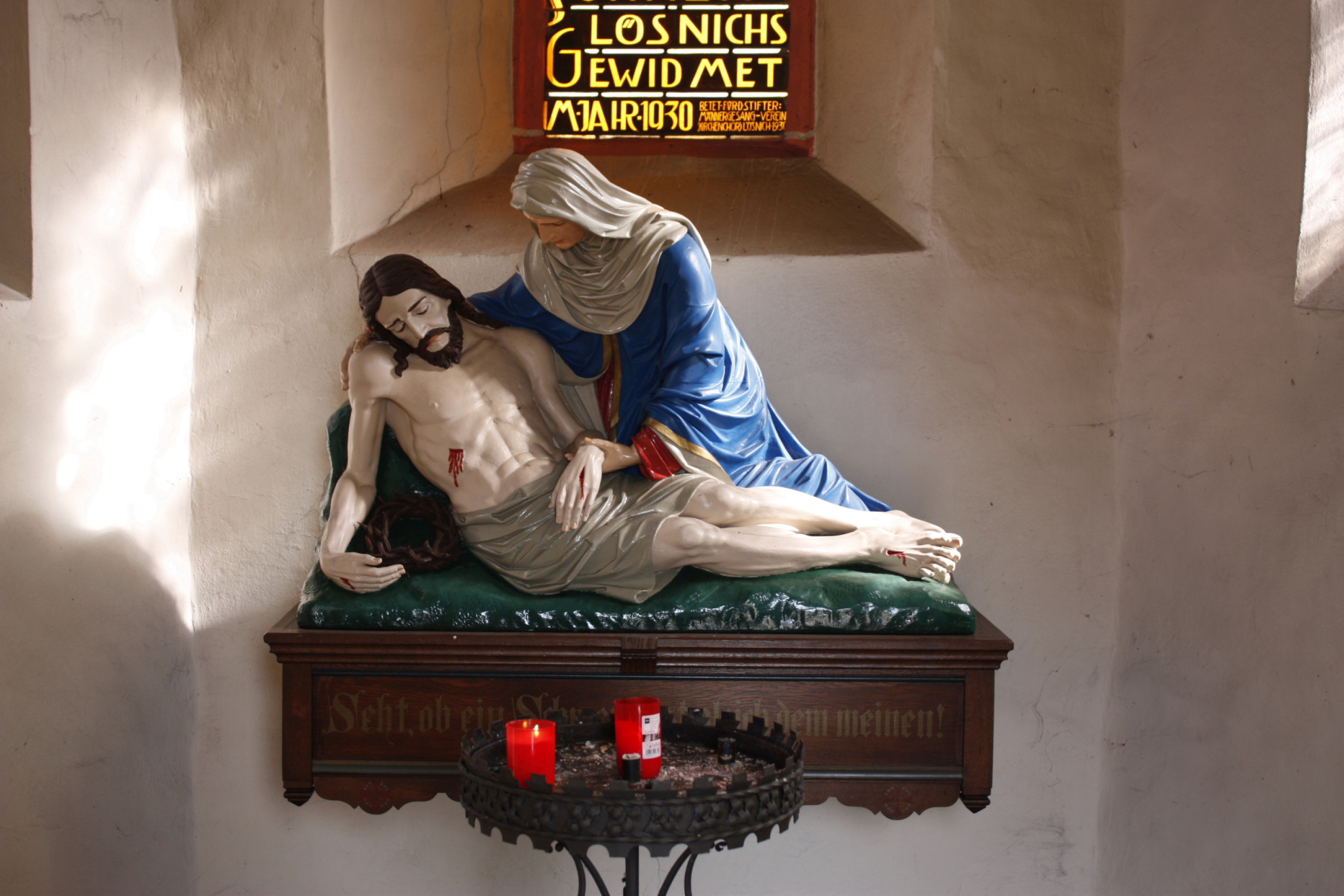
Pieta in der ehemaligen Lösnicher Pfarrkirche

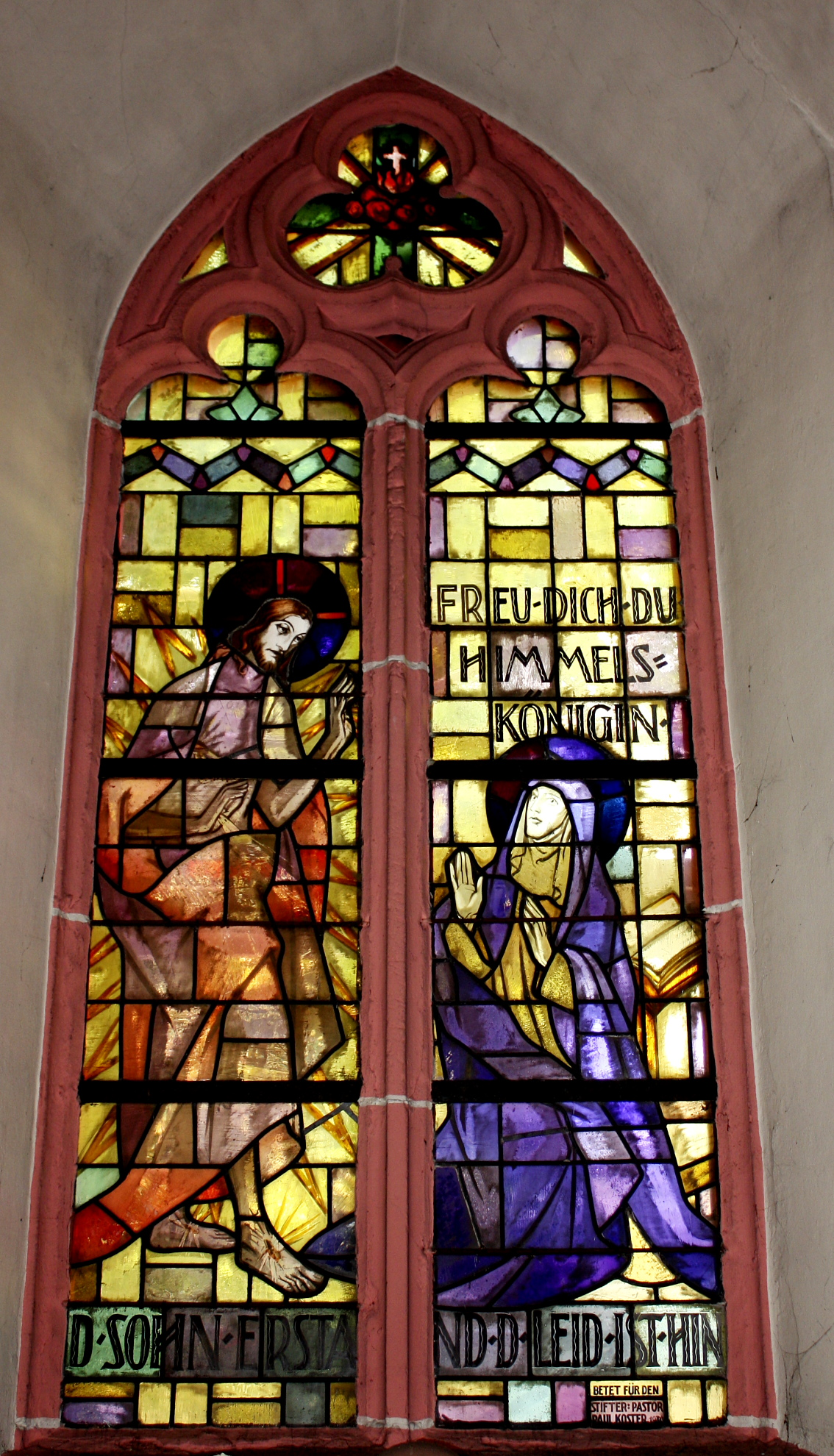
Fenster in der ehemaligen Lösnicher Kirche

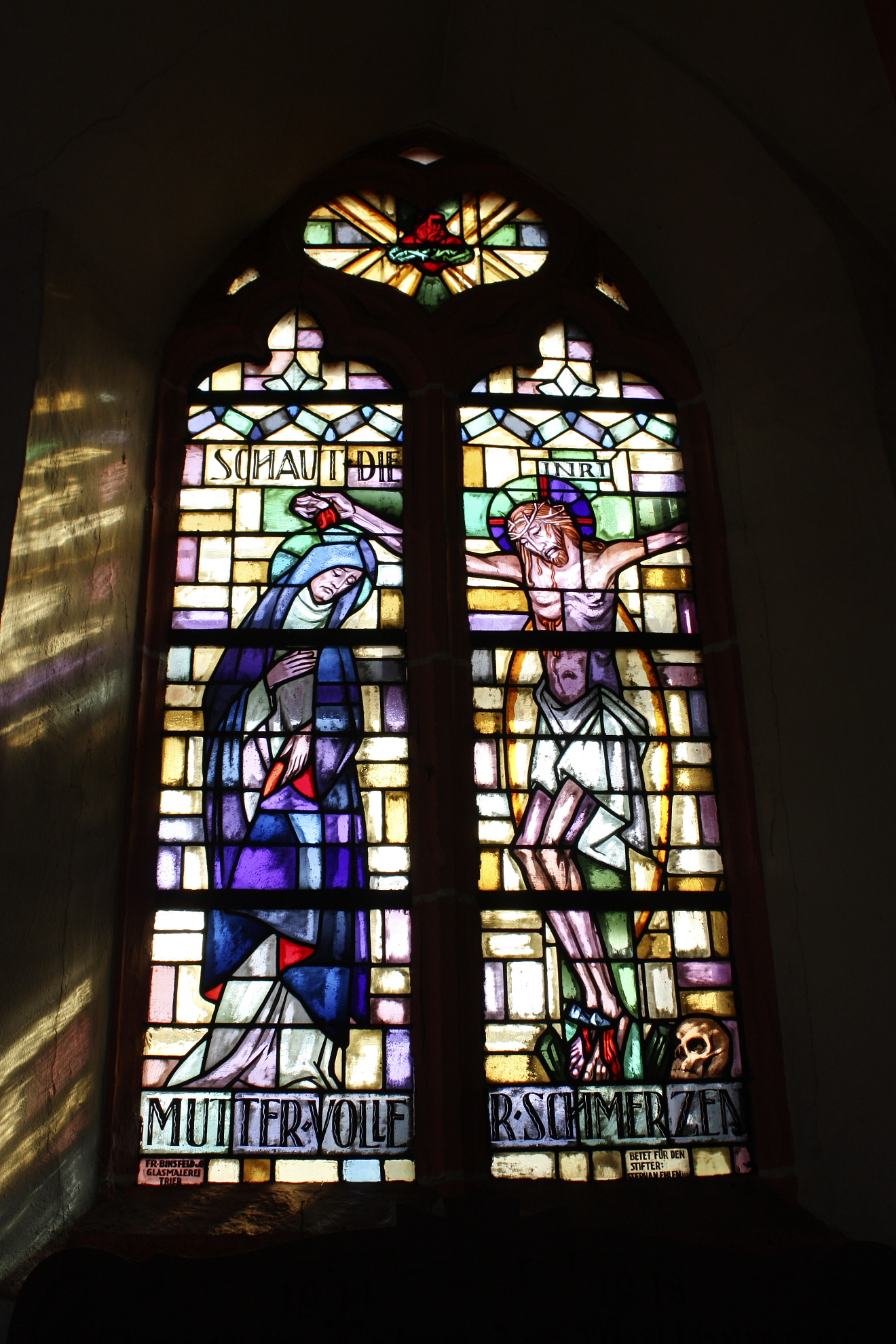
Fenster in der ehemaligen Lösnicher Kirche

Rechts vom Chor, vom Kirchenschiff aus gesehen, befand sich die Kanzel, weiter rechts der Kesselstattsche oder sogenannte Johannesaltar, in dessen Nähe an der Südmauer der Beichtstuhl. Am Johannesaltar wurde aufgrund einer Stiftung der Freiherrn von Chrichingen bereits gleich nach der Erlangung der Herrschaft um 1620 durch die Heirat Anna Beyer von Boppard mit Christoph Freiherrn v. Chrichingen allwöchentlich donnerstags eine Messe gelesen. Franz Ernst von Chrichingen übergab 1654 seinem Amtmann Horst zu Lösnich die Güter dieser Stiftung zum erblichen Lehen, mit der Bedingung, die Güter in Stand zu halten und für die Erfüllung dieser Stiftung durch den „Schlosskaplan“ in Lösnich zu sorgen. 1713 bemühten sich die Lösnicher bei den Grafen von Kesselstatt, weiterhin für diese Altarstiftung zu sorgen. Die Bitte hatte Erfolg. 1719 ließ Graf von Kesselstatt den Altar errichten. Erst 1897 wurde die Zahlung der Stiftungszinsen durch die Gräflich Kesselstattsche Majoratsverwaltung eingestellt. Bis dahin wurde jeden Donnerstag diese Stiftungsmesse gehalten. Noch heute erinnert das Gräflich von Kesselstattche Ehewappen mit der Jahreszahl 1719 am Hauptaltar der neuen Lösnicher Kirche an die Errichtung dieses Altars. Links vom Chor stand auf einer Steinkonsole das Bild der Gottesmutter. Daran schloss sich der linke Seitenaltar des Hl. Rochus an. Die Bänke standen in Dreierreihen. Das auf Holzpfeilern ruhende Mannhaus reichte bis in die Mitte der Kirche und beeinträchtigte dadurch sehr stark die Lichtverhältnisse im Innern der Kirche. Zur linken Seite des Chores schloss sich die Sakristei an, zur rechten Seite das sogenannte Beinhaus.
So fanden sich in der alten Lösnicher Kirche insgesamt drei Altäre.
Über Pestfälle in Lösnich im 17. Jahrhundert ist so weit nichts bekannt. Demnach wäre ein Auftreten der Pest in Lösnich während der ersten Epidemie Mitte des 14. Jahrhunderts am wahrscheinlichsten. Die schriftlichen Quellen geben jedoch keine Auskünfte darüber, auch nicht die Materialien über die Lösnicher Ritterschaft in diesem Zeitraum. Dennoch könnte es sein, das die Errichtung des Lösnicher Rochusaltares bis ins Mittelaltar zurückreicht. Eine offene Frage bleibt das bereits erwähnte zweite Patrozinium neben dem des Hl. Vitus, das Patronat des Hl. Markus, was noch vor diesem in Lösnich existiert haben soll. Auch hierzu schweigt bisher die Quellenlage.
Die Frage nach dem genauen Alter der Kirche muss offenbleiben. Auch das Aussehen und die Größe der Kirche vor dem Neubau des Kirchenschiffs im Jahre 1638 ist nach bisherigen Kenntnissen in keinen Aufzeichnungen oder Skizzen festgehalten. Mit der ersten Erwähnung der Kirche im Jahre 1066 im Zusammenhang mit der Beisetzung des Bischofs Kuno I. ist jedoch ein Bestehen dieser Kirche seit mehr als 900 Jahren bezeugt.

### Abriss der alten Kirche und Erhalt des Chorraums
Der Abriss der alten Kirche erfolgte 1881 durch einen Kindeler Bauunternehmer genehmigt durch den Beschluss des Kirchenvorstandes vom 25. November 1880 unter dem Vorbehalt, den Chor zu erhalten und zu einer Kapelle herzurichten. Das schöne Portal der alten Kirche wurde zum Eingang der Kapelle, ebenso wurden zwei gotische Fenster mit Herzornamentik, die beiden ersten Fenster links und rechts, in den Chor baulich integriert.
Die von Peter Jakob Caspar schon als „Schmuckstück“ bezeichnete Pieta, die nach Vorgaben von Pastor Paul Koster gefertigte schöne Eichenholzarbeit von Bildhauer Tönis aus Wittlich, hat heute wieder ihren Platz auf einer Konsole an der Rückwand der Kapelle eingenommen. Von 1919 bis 1942/43 war sie in der neuen Kirche untergebracht, aus der sie aber wegen notwendiger Renovierungsarbeiten in der neuen Kirche wieder zurück in die Kapelle gebracht worden ist. 1931 wurde der Chor wegen drohender Einsturzgefahr durch Außenstützmauern zusätzlich gesichert. Neben der bereits erwähnten umfassenderen Renovierung von 1980 wurde 2011 der Anstrich wiederum erneuert.

### Die Frage der Mutterkirche

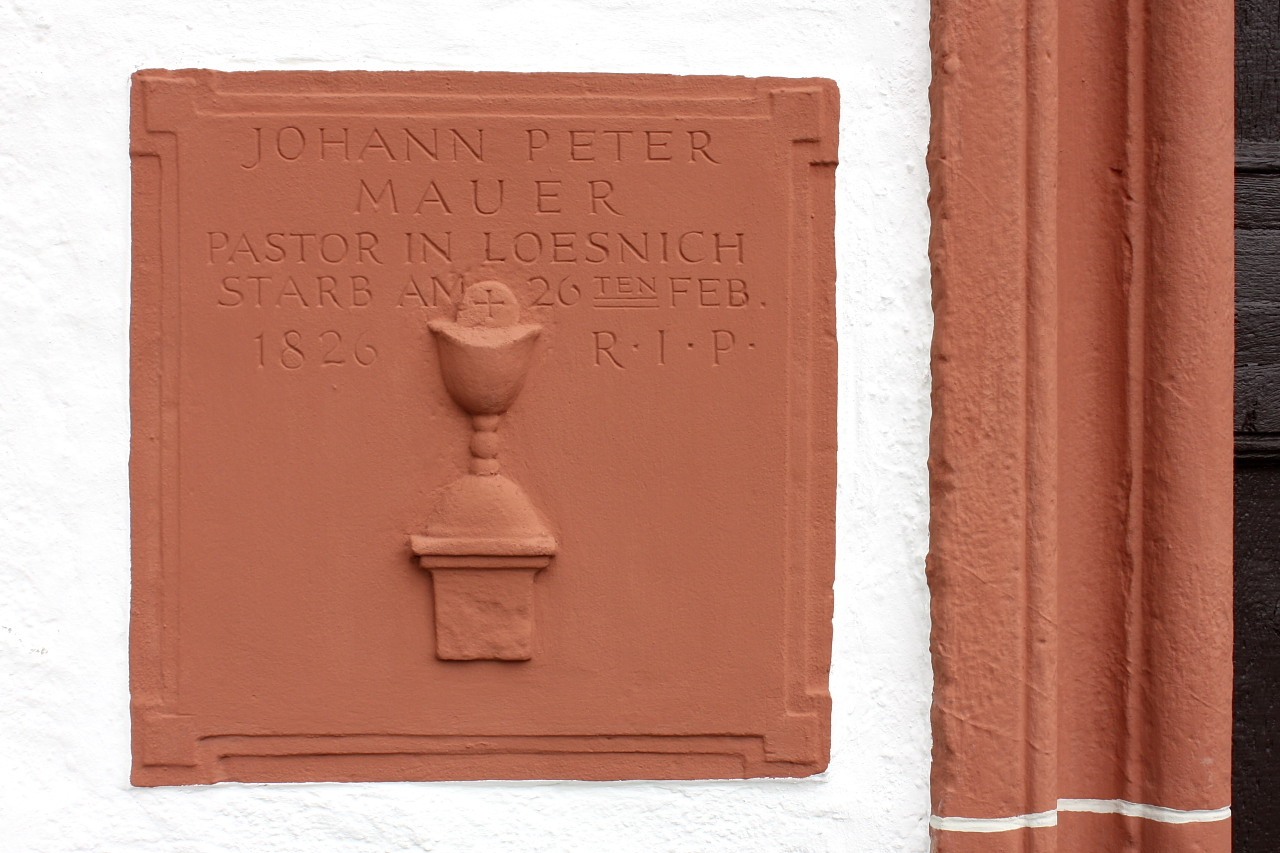
Sandsteintafel mit Inschrift zur Erinnerung an den auf dem Lösnicher Friedhof 1826 beigesetzten Pfr. Johann Peter Mayer (Wahrscheinlich Irrtum bei der Übernahme des Namens bei der Steinmetzarbeit)

Die Frage nach der Mutterkirche der heutigen vier Pfarreien, Lösnich, Erden, Rachtig und Zeltingen erregte als Grundsatzfrage immer wieder die Gemüter. In den Jahren 1808 bis 1815 widmete sich Pastor Peter Mayer der Klärung dieser Frage. Welche Kirche war die alte Mutterkirche, die mit der Verleihung des Patronatsrechts an den Deutschen Orden übergangen war? Vieles spricht dafür, dass Lösnich in dieser Pfarrorganisation lange Zeit eine wichtige Rolle gespielt hat. So waren die Pfarrgenossen der drei anderen Pfarreien viermal jährlich angehalten, am Gottesdienst in Lösnich teilzunehmen:
- am Fest des Hl. Vitus, des Lösnicher Kirchenpatrons
- am Fest des Hl. Markus, des zweiten Lösnicher Kirchenpatrons
- am Karfreitag
- am Sonntag vor Pfingsten

Eine alte Kirchenordnung des Jahres 1797 aus Rachtig und Zeltingen berichtet, dass die Rachtiger und Zeltinger am 15. April zur Feier des Markustages um sechs Uhr morgens eine Prozession nach Lösnich zu machen hatten. Für den 15. Juni war angeordnet, dass sie um sieben Uhr ebenfalls in einer Prozession nach Lösnich zu gehen hatten, um dort dem feierlichen Hochamt zu Ehren des Kirchenpatrons, des Hl. Vitus, beizuwohnen. Die Markusprozession ist eine Bitt- oder Flurprozession, deren Tradition bis in das 4. Jahrhundert zurückreicht. Sie hat ihre Ursprünge im heidnisch-römischen Brauchtum. Als Stadtprozession sollte sie die Götter gnädig stimmen zum Schutz der Häuser und Fluren und für ein gutes Gedeihen der Felder und Fluren. Im Christentum wurde dieser Bittgang zum Festtag des Hl. Markus am 25. April übernommen und wurde so ein Brauchtum des christlichen Abendlandes.
Bereits seit 1674 wurde der Karfreitagsdienst nur in der "uralten Pfarrkirche" in Lösnich mit den Üblichen Zeremonien gehalten, wie der damalige Pfarrer Kaspari von Rachtig und Zeltingen in der Ordnung des Gottesdienstes in der Filialkirche zu Zeltingen von 1674 beschrieb. Alle Zeltinger und Rachtiger waren zu Karfreitag schuldig, in Lösnich die Passion anzuhören und den "Ceremonien" beizuwohnen.
Der oben erwähnten Kirchenordnung von 1797 ist ebenfalls zu entnehmen, welche weiteren Prozessionen und Feierlichkeiten im Jahresablauf einzuhalten waren:
- Mittwochs in der „Kreuzwoche“ trafen sich die Lösnicher und Erdener mit den Rachtiger und Zeltinger Pfarrgenossen um sieben Uhr in Machern, um von dort gemeinsam nach Klausen auf „Paulus Berg“ zu gehen, wo dann die Hl. Messe gelesen wurde.
- Am Pfingstmontag gingen alle vier Pfarreien bis auf das oberste Wehlener Heiligenhäuschen. Nach der Prozession wurde das Hochamt in Zeltingen gehalten.
- Pfingstdienstags gingen dann die Lösnicher zusammen mit den Erdenern um vier Uhr morgens nach Machern, von wo sie mit den Rachtigern und Zeltingern gemeinsam nach Klausen marschierten. Die Rückkehr nach Machern war für 12 Uhr angesetzt.
- Freitags nach dem zweiten Sonntag nach Ostern, dem Lamm-Freitag, führte eine Prozession alle Pfarreien nach Graach, wo eine Messe gehalten wurde.

### Das Heilige Grab
Der Aufbau eines heiligen Grabes in den Kartagen zum Gedenken an das Leiden und Sterben Jesu Christi gehörte auch zum Brauchtum in der Lösnicher Kirche. Dazu wurde auf dem rechten Seitenaltar ein mit einem Baldachin und einem Vorhang versehenes Gestell aufgebaut, dass mit farbigen mit Wasser gefüllten Glaskugeln verziert war. In diesem nachgeahmten Grab wurde an Karfreitag die liegende Holzfigur eines Corpus Christi hineingelegt und verehrt. Für Rachtig ist die Existenz eines solchen heiligen Grabes nachgewiesen in der bereits erwähnten Kirchenordnung von 1797. Hierin wird dokumentiert, wie dieses in verschiedenen Gottesdiensten eine besondere Rolle spielte. So heißt es dort: "Karfreitag ist kein Feiertag. Morgens gegen 6 Uhr wird das Ciborium zu Rocht mit Singen in das Hl. Grab getragen und gegen 8 Uhr wird der Dienst zu Lösnich gehalten, welchen alle Pfarrkinder so weit möglich beiwohnen sollen...". Nach dem 2. Vatikanischen Konzil verschwanden ab den 1960er Jahren mit dem Rückgang der Frömmigkeit der Heiligen Gräber diese immer mehr aus den Kirchen. So auch in Lösnich. Erst 1997/1998 wurden durch die damalige Küsterin unter anderem Teile von Aufbauten und eine liegende Holzfigur des Leichnams Christi in einem Abstellbereich der Kirche wiederentdeckt, die der damalige Pfarrer Stefan Feldhausen als Teile eines ehemaligen Heiligen Grabes deutete.  Dies konnte durch einen Zeitzeugen bestätigt werde, der noch selbst am Aufbau der Heiligen Grabes Anfang der 1960er Jahre als Sohn des damaligen Küsters mitgewirkt hatte. So wurde nach der Wiederentdeckung des Hl. Grabes diese Tradition in den Kartagen für bestimmte Zeit wieder aufgenommen.

### Die Stiftung einer Frühmesse
In Lösnich und Erden wurde der Dienst, wie bereits erwähnt, durch einen vom Deutschordenspriester zu Rachtig bestellten Geistlichen gehalten. So kam die Stiftung einer Frühmesse zu Lösnich im Jahre 1711 durch den in Mainz wohnhaften gebürtigen Lösnicher Kaufmann Johann Weingärtner dem Wunsch der Lösnicher entgegen, einen Geistlichen ständig vor Ort zu haben. Die Erträge dieser Stiftung wurden die wirtschaftliche Ausstattung zum Zelebrieren der Frühmesse durch einen katholischen Priester, den „Primissarius“. Die Frühmesse wurde, wie ihr Name schon sagt, üblicherweise vor Arbeitsbeginn der Bevölkerung gehalten. Diese Stiftung, die 1716 durch Erzbischof Generalvikar, Weihbischof Johann Matthias von Eiß genehmigt wurde, beinhaltete eine große Anzahl von Äckern, Wiesen und Weingärten. Der Frühmesser sollte aus der Verwandtschaft der Weingärtners stammen, oder zumindest ein gebürtiger Lösnicher sein. Sich selbst und seinen Nachkommen behielt Johann Weingärtner das Vorschlagsrecht vor.
Erster Frühmesser wurde Johann Caspar Weingärtner, der Sohn Johann Weingärtners. Er stifte seinerseits nochmals 2000 Rheinische Gulden für die Lösnicher Frühmesse.
Johann Caspar verstarb 1726. Wahrscheinlich ein Verwandter der Weingärtners, Herr Jacobs, hatte 1730 das Amt des Frühmessers inne. Meinungsverschiedenheiten zwischen ihm und der Gemeinde entstanden wegen unregelmäßig gehaltenen Gottesdiensten, was Jacobs mit dem schlechten Zustand der Sakristei begründete. Dies hätte ihn veranlasst, die Frühmesse in Erden zu halten. Der ganze Streit ist wohl schließlich dadurch beigelegt worden, indem die Lösnicher die Sakristei wieder in Ordnung gebracht haben. Ein Grabstein in der Westmauer des Friedhofs trägt den Namen eines weiteren Lösnicher Frühmessers. Stephan Schurph, laut Grabsteininschrift im Januar 1809 verstorben, wurde 1778 zum Frühmesser an den Altar des Hl. Vitus nach Lösnich berufen. Er war am 5. Mai 1749 als Sohn der Eheleute Mathias Schurph, Bürger von Lösnich und Anna Maria Jacobs aus Erden in Lösnich getauft worden.
Am 7. Februar 1775 wurde er in Trier zum Priester geweiht. Ihm folgte 1809 Johann Theodor Pisbach als Frühmesser. Dieser beklagte sich 1818 wegen Nichterhaltung der ihm zustehenden Kapitalien aus der Frühmesstiftung von 1711 und forderte die Summe von 191 Reichstalern und 4 Alben für die vergangenen 9 Jahre ein. Pisbach verstarb um 1826.
Das Wohnhaus des Frühmessers stand in der heutigen Oberstraße und hatte 1928 die Hausnummer 10. Der alte Türsturz trug die Jahreszahl 1668 und eine auffällige Strichzeichnung als Hausmarke. Nach einer zeitgenössischen Beschreibung beginnend links oben nach rechts unten, dann waagerecht von links nach rechts und von hier wieder ein nach schräg oben gebogener Pfeil. Das Gebäude war das letzte Haus rechts Ecke Oberstraße/Hauptstraße und wurde in den 1970er Jahren durch einen Neubau ersetzt.

### Die Reliquie des Hl. Severus
Im Jahr 1811 gelangte die Pfarrei Lösnich in den Besitz einer Reliquie des Hl. Severus. Paul Koster vermerkt dazu:
„Im 10. Jahrhundert hatte Erzbischof Rutbert von Trier die Gebeine des Hl. Severus aus Italien mitgebracht und sie in der Kirche zu Münstermaifeld beigesetzt. Von dort wurde das Haupt zu Beginn des vorigen vorigen Jahrhunderts vor den feindlichen übergriffen unserer westlichen Nachbarn nach Ehrenbreitstein geflüchtet.“
Im Jahre 1811 schenkte nun der damalige Pfarrer von Ehrenbreitstein, Joseph Hommer, einen Teil dieses Hauptes, und zwar, wie die beigegebene Urkunde besagt, den rechten oberen Backenknochen, der die Nase mit den Schläfen verbindet, der Pfarrei Lösnich. Am 24. April 1811 wurde die Reliquie Herrn Pfarrer Meyer im Beisein der Lösnicher Kirchenvorsteher Jakob Dambly und Johann Schweisthal im Pfarrhaus zu Zeltingen übergeben und nach Lösnich gebracht.
1825 erlaubte der Schenkgeber Joseph von Hommer, der unterdessen Bischof von Trier geworden war, die öffentliche Verehrung der Reliquie in der Pfarrkirche zu Lösnich durch eine besondere Urkunde. 1911 verschloss Pfarrer Simon die Reliquie nebst den zugehörigen Urkunden in dem schönen Metallschrein, in dem sie jetzt noch ruht. Die eine Schmalseite zeigt den Heiligen mit dem Spaten, weil er in seinen Mußestunden im Weinberg zu arbeiten pflegte, die andere mit der Verseh-Burse, weil er durch sein Gebet einen vorzeitig verstorbenen zum Leben erweckt haben soll, um ihn mit den hl. Sterbesakramenten zu versehen. Während der Festoktav des Heiligen (vom 13. bis 20. Februar) wird die Reliquie zur besonderen Verehrung ausgesetzt.:20

### Alte Grabkreuze

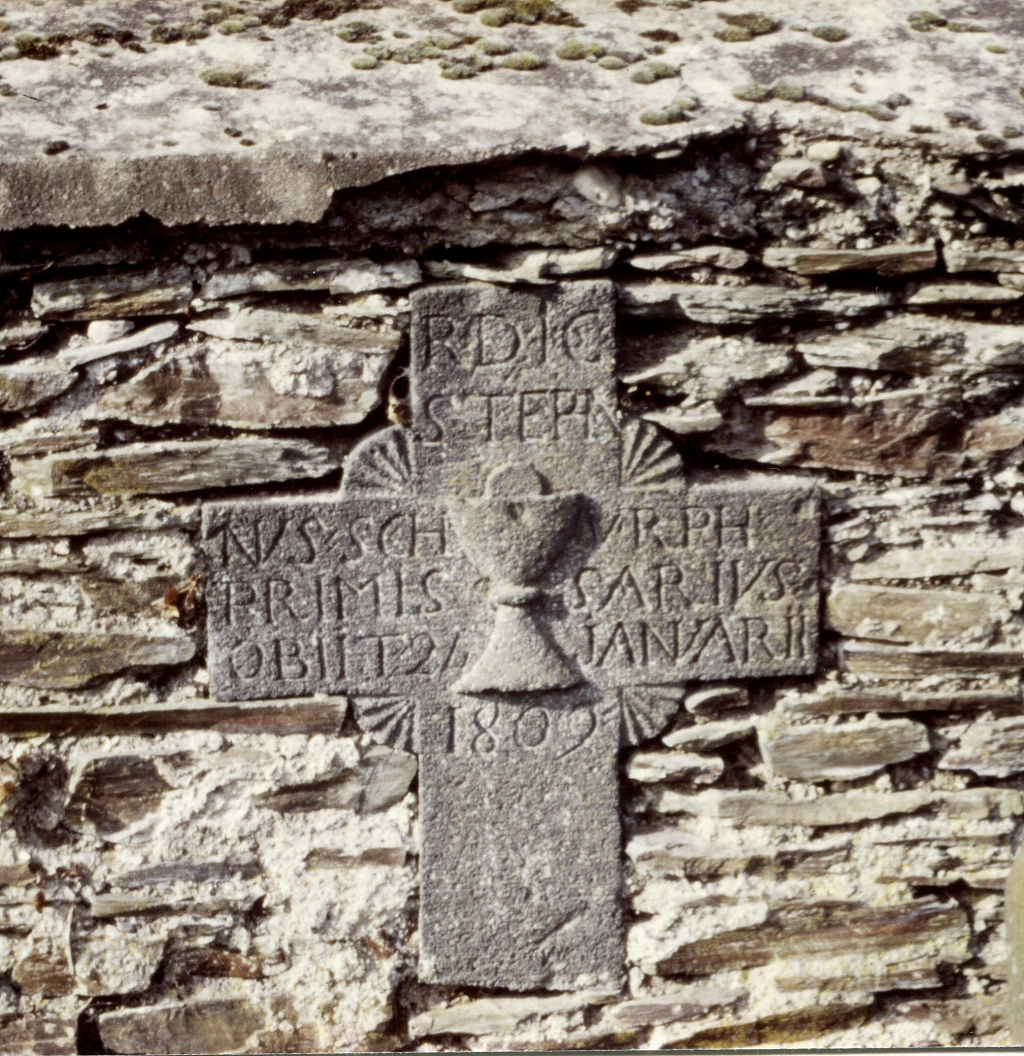
Grabkreuz Stephan Schurph († 1810), Frühmesser in Lösnich (um 1983)

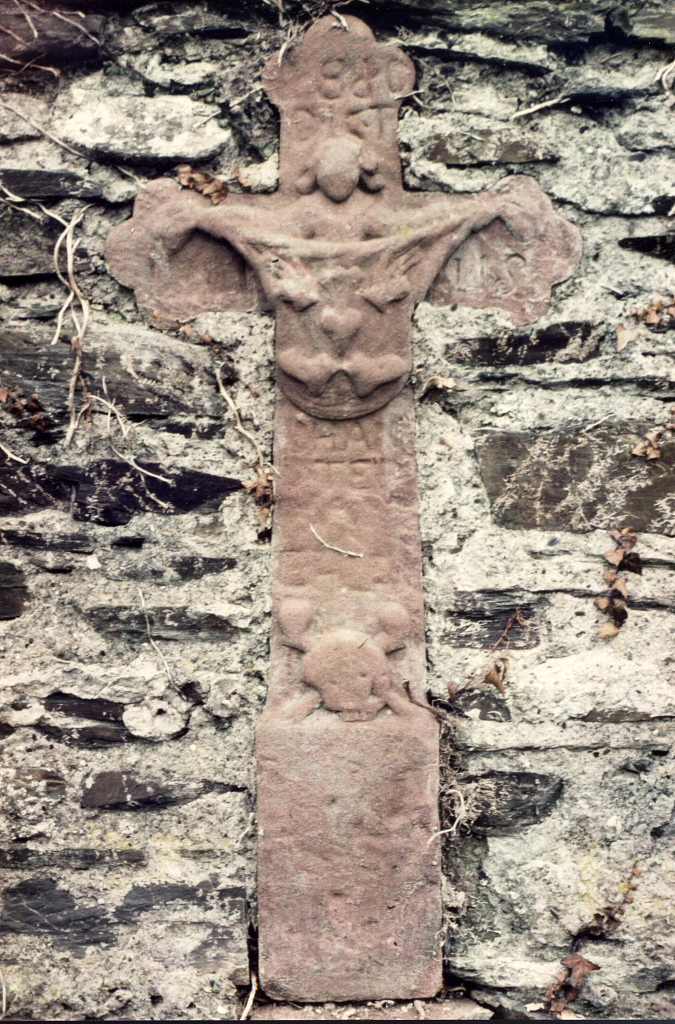
Verwittertes Grabkreuz, vermutl. J. Stephan Ehlen († 1810)

Zwei alte Grabkreuze, die in die westliche Friedhofsmauer eingelassen wurden, sollen hier besonders erwähnt werden. Das Grabkreuz des Frühmessers Stephan Schurph, der bereits im Zusammenhang mit der Stiftung einer Lösnicher Frühmesse von 1711 genannt wurde, zeigt einen Kelch mit Hostie und die Jahreszahl 1809. Im Pfarr-Sterberegister findet sich die Eintragung: „1809 am 24. Januarii starb nach Empfang der gewohnten hl. Sakramente und wurde am folgenden Tag begraben der Hochwürdige Herr Johann Stephan Conrad Schurphii, Frühmesser.“:19
Pfarrer Paul Koster berichtet von einem zweiten Grabkreuz, das 1810 errichtet wurde und mittlerweile schon stark verwittert ist:
„Auf dem Grabkreuz sieht man die Aufschrift: 1810, den 15. Julius Johann Stephan Ehlen und einen Engel, der den hl. Rock unseres Erlösers ausgebreitet hält. 6 Tage vorher war der 1794 durch den Domdechant Philipp von Kesellstatt vor den Franzosen geflüchtete Hl. Rock von Augsburg nach Trier zurückgebracht worden. Alles harrte auf die feierliche Ausstellung, die dann auch vom 9.–27. September erfolgte. Der Tod hatte den 17jährigen Jüngling an der Wallfahrt zum Hl. Rock verhindert, darum ließen ihm die trauernden Eltern dessen Bild aufs Grabkreuz meißeln.“

### Die Neuordnung der Pfarreien
Inzwischen waren im Zuge der Säkularisation die Pfarreien um 1803 neu organisiert worden. Lösnich ist dabei zuerst Rachtig zugeteilt worden, behielt aber seinen eigenen Vikar, der sich selbst als Pfarrer bezeichnete. Als erster Pfarrer trat Johann Peter Mayer 1803 sein Amt in dieser neuen Pfarrorganisation in Lösnich an. Ab 1808 war er als Pfarrkurat tätig. Erstmals selbständige Pfarrei wurde Lösnich im Jahre 1827.
Seit 1803 waren als Pfarrer in Lösnich tätig:
- Johann Peter Mayer 1803–1826
- Josef Zils 1826–1862
- Nikolaus Wintrath 1862–1863
- Matthias Monshausen 1863–1886
- Wilhelm Sasges 1886–1907
- Wilhelm Simon 1908–1914
- Paul A. Koster 1914–1930
- Jakob Kerscht 1930–1934
- Johann A. Brückert 1934–1948
- Otto Hermann Kops 1948–1953
- Matthias Adams 1953–1962
- Nikolaus May 1962–1979
- Josef Becker 1979–1982
- Wolfgang Jacobs 1982–1993
- Werner Thome 1994–1995
- Stefan Feldhausen 1995–2007
- Georg Moritz 2007–

### Die Waldkapelle

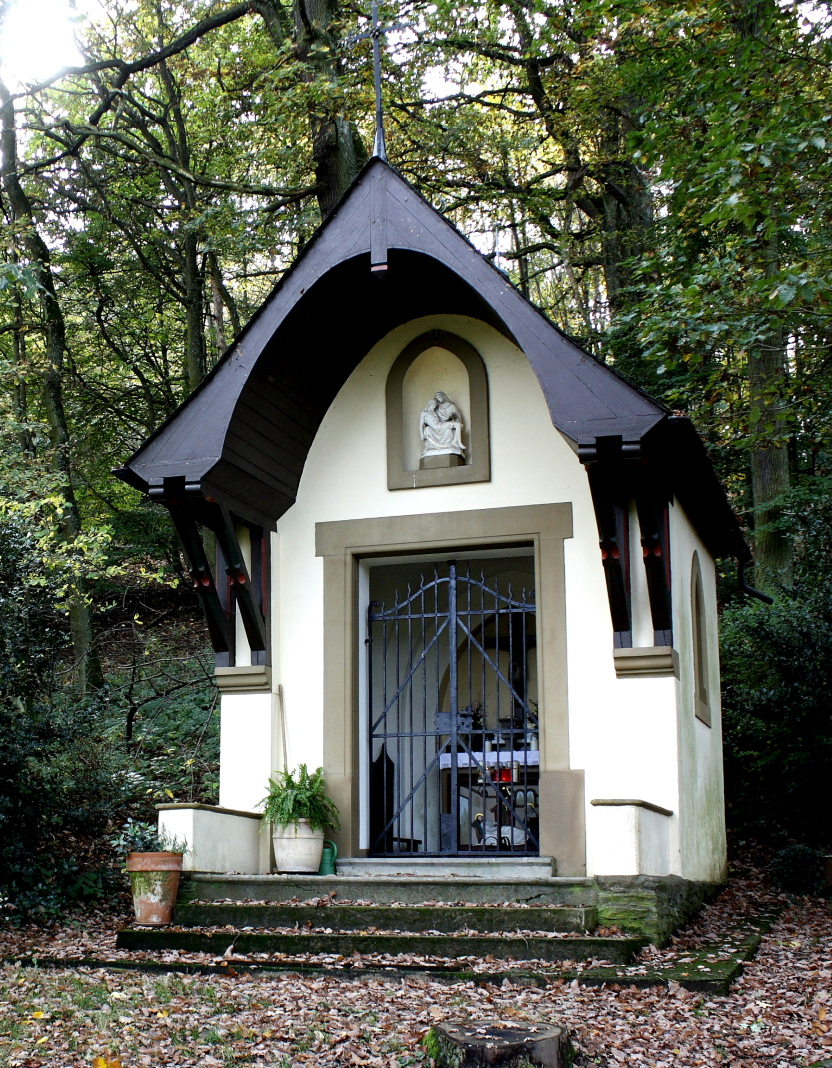
Die Lösnicher Waldkapelle, 2013

Hoch über dem Dorf direkt am Waldrand nahe dem Kapellenweg, früher Irkertsweg, wurde 1912 eine kleine Kapelle mit Talblick errichtet, die dem Weg später seinen Namen geben sollte. Die Witwe des Johann Scheuer, Maria geborene Orthmann, ließ die kleine Kapelle zu Ehren der Schmerzhaften Mutter Maria auf dem 6,85 Ar großen Grundstück mit Baugenehmigung vom 28. September 1912 errichten. Sie schenkte die Waldparzelle mit der darauf stehenden Kapelle der katholischen Kirchengemeinde Lösnich mit der Auflage, die Kapelle auf ewige Zeiten in gutem Zustand zu erhalten und die Waldparzelle als öffentliche Anlage oder Park zu pflegen. Der Kirchenvorstand nahm in einer Sitzung vom 16. Juli 1913 die Schenkung mit der obigen Verpflichtung an. Ausgeführt wurde der Bau von dem Unternehmen Nicolay aus Zeltingen. Die Kosten beliefen sich auf annähernd 1.100 Mark.

### Die alte Kapelle am ehemaligen Lösnicher Fährkopf

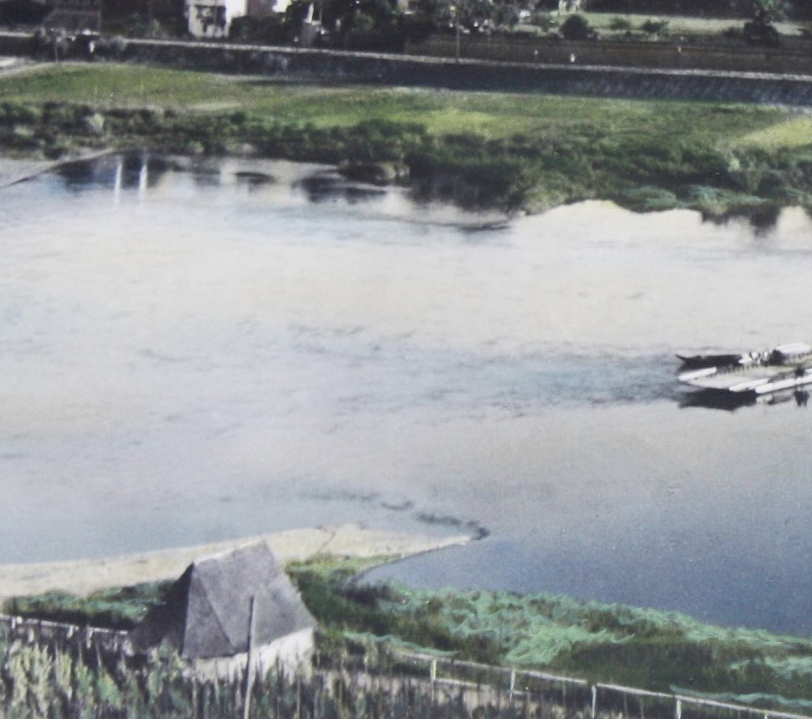
Kapelle am ehemaligen Fährkopf Lösnich um 1950

Auf der linken Moselseite gegenüber von Lösnich wurde 1968 nach Fertigstellung der  Moselbrücke zwischen Lösnich und Erden und der Neugestaltung der Bundesstraße 53 ein Gebäude abgerissen, dessen Grundriss mit dreiseitiger Apsis den Dreiachtelschluss  eines sakralen Chorraums bildet. Im Innern befand sich ein ehemaliges Wege- oder Flurkreuz mit Heiligenfiguren aus dem Jahre 1701. Dieses wurde laut Inschrift von dem Lösnicher Junggesellen Thomas Jacobs errichtet. Das charakteristische Wegekreuz aus Sandstein entspricht einem Kreuz, das üblicherweise im Flur aufgestellt wird. Möglicherweise wurde es 1701 in der bereits vorhandene Kapelle aufgerichtet. Belege dazu liegen jedoch nicht vor. Bereits 1675 erscheint der Flurname „Am Heiligenhäuschen“ in einer Handzeichnung im Lagerbuch der Reichsgrafen von Kesselstatt mit Benennung der zur Lösnicher Herrschaft gehörigen Weinbergslagen auf der linken Moselseite. Die vor der Kapelle vorbeiführende Straße B53 ist ein Nachfolger des ehemaligen Treidel- oder Leinpfades entlang der Mosel zwischen Kinheim und Ürzig. Entlang des Leinpfades sind vielerorts kleinere Gebäude zu finden, die als Rast- und Unterstellmöglichkeit für die Treidler dienten, die mit eigener Muskelkraft oder mit Unterstützung von Zugpferden mit Tauen und Seilen die Moselschiffe bergauf zogen. Beispiele dafür finden sich in den moselaufwarts benachbarten Orten Erden und Rachtig. Sie unterscheiden sich jedoch von dem Lösnicher Gebäude dadurch, dass sie nicht diesem sakralen Kapellengrundriss entsprechen.
Das Gebäude existierte bereits vor Inbetriebnahme der Fähre im Jahre 1899 (Flurkarte von 1829), so dass ausgeschlossen werden kann, dass es in diesem Zusammenhang als Fährhaus errichtet wurde. Zum genauen Alter der Kapelle kann leider keine genaue Angabe gemacht werden. Durch seine örtliche Nähe zum alten Lösnicher Fährkopf wurde es im 20. Jh. gerne als Unterstellplatz bei der Moselüberfahrt genutzt. Inmitten des Lösnicher Weinlagen auf der linken Moselseite bot es in früheren Zeiten auch eine willkommene Unterstellmöglichkeit für Lösnicher Weinbergsarbeiter, wenn es zu Unwettern kam.
Das Wegekreuz blieb erhalten und an seinen heutigen Standort unterhalb der Weinlage Lösnicher Försterlay versetzt. 2001 wurde es restauriert und mittlerweile gestohlene Figuren wurden ersetzt.

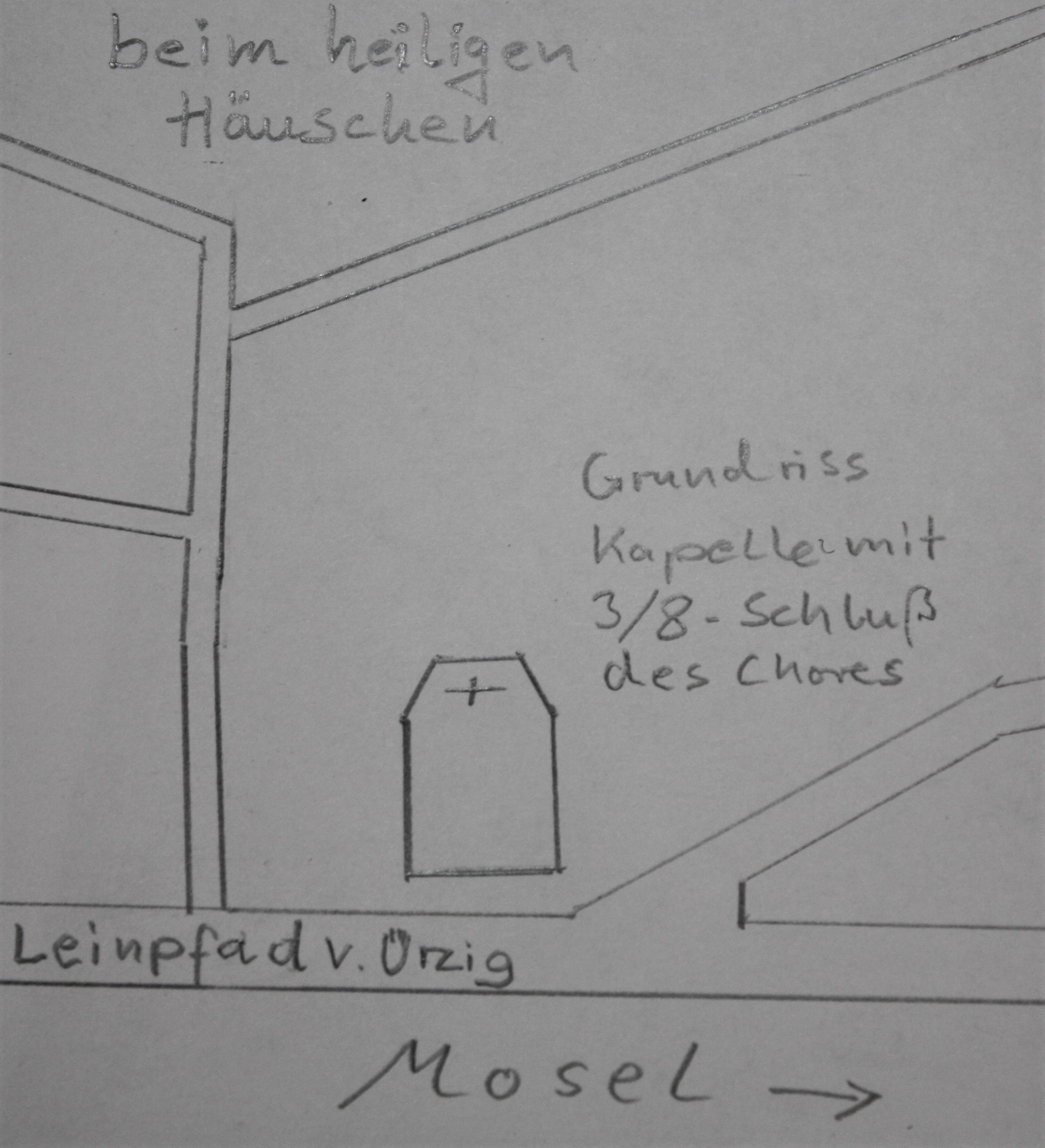
Skizze und Grundriss der Lösnicher Kapelle am ehemaligen Fährkopf
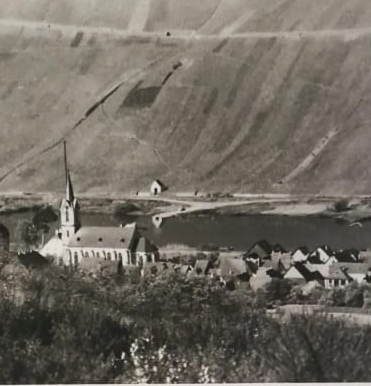
Kapelle am Treidelpfad Lösnich um 1960
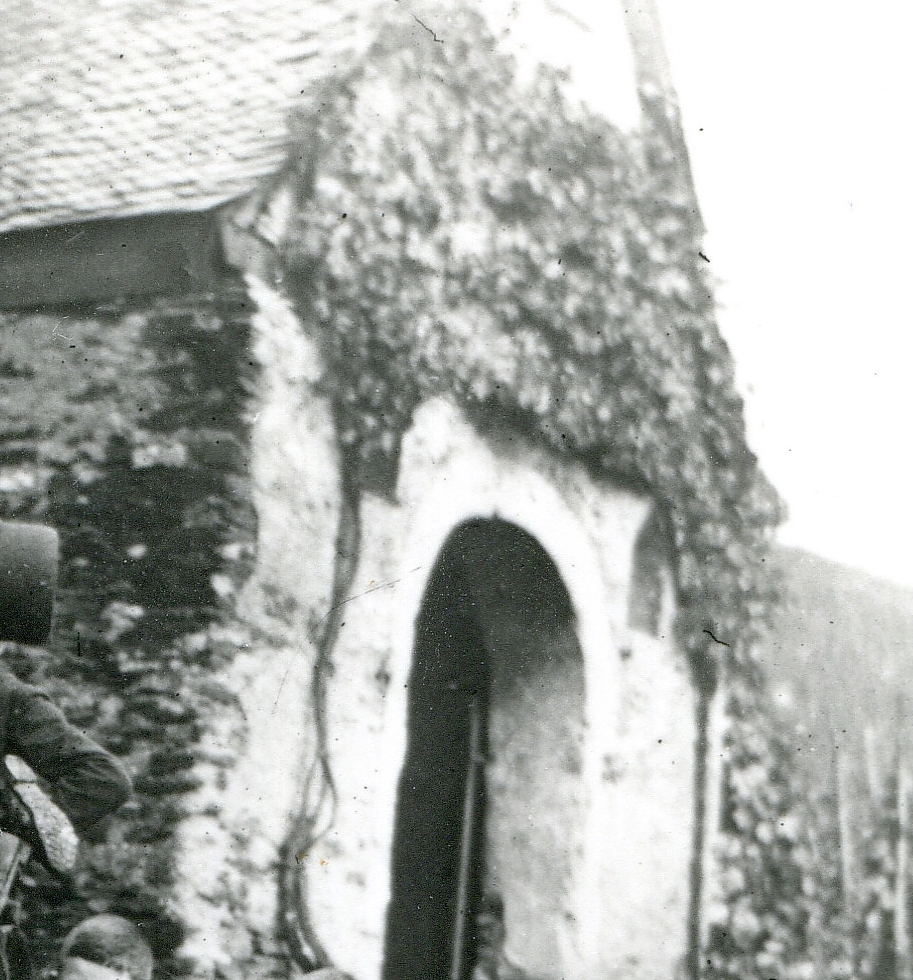
Kapelle am Treidelpfad Lösnich um 1936
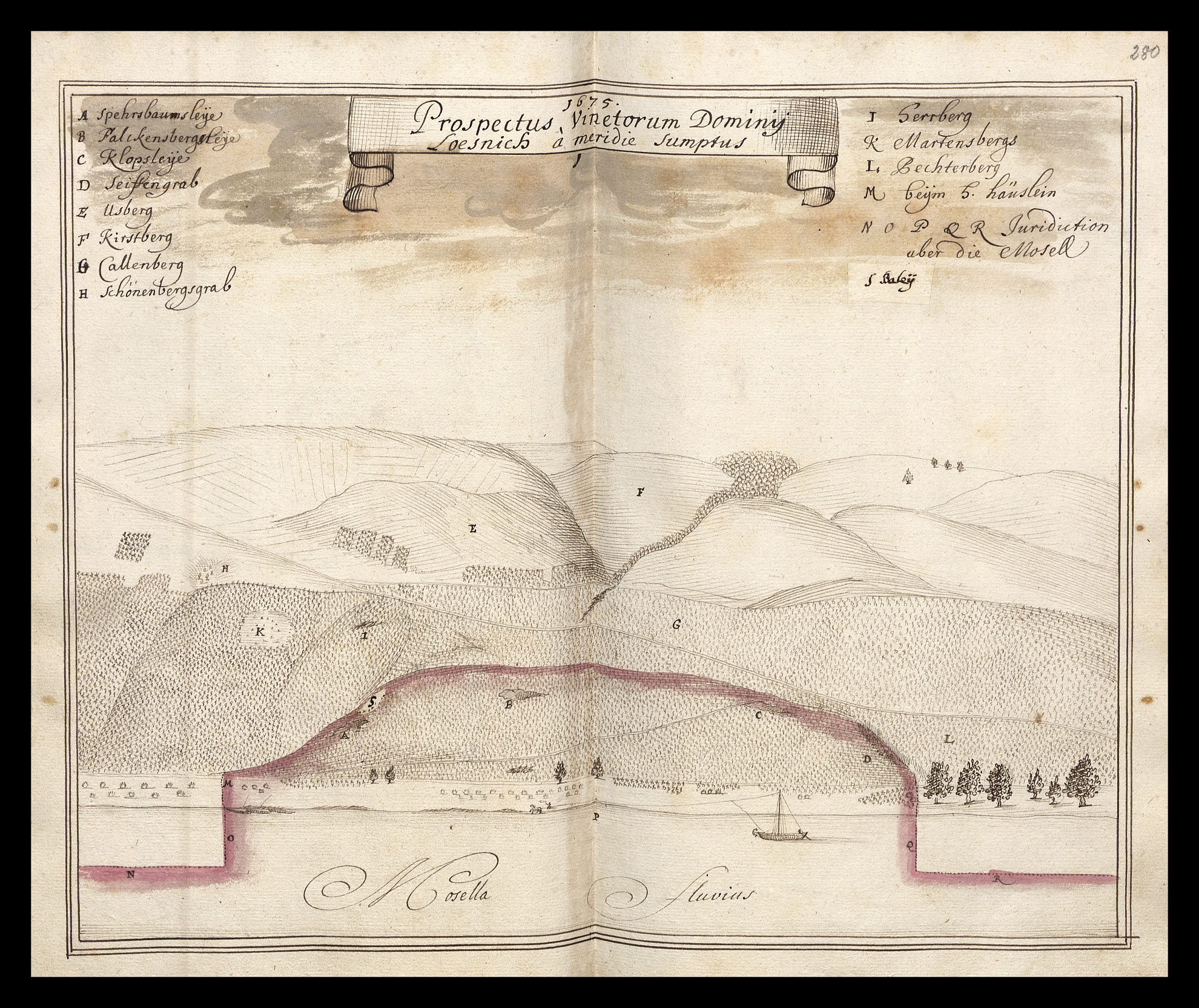
Die Lösnicher Gemarkung links der Mosel 1675. Mit "M" ist nach dem Moselübergang links der Flurbereich "Beim H(eiligen) Häuschen" gekennzeichnet.
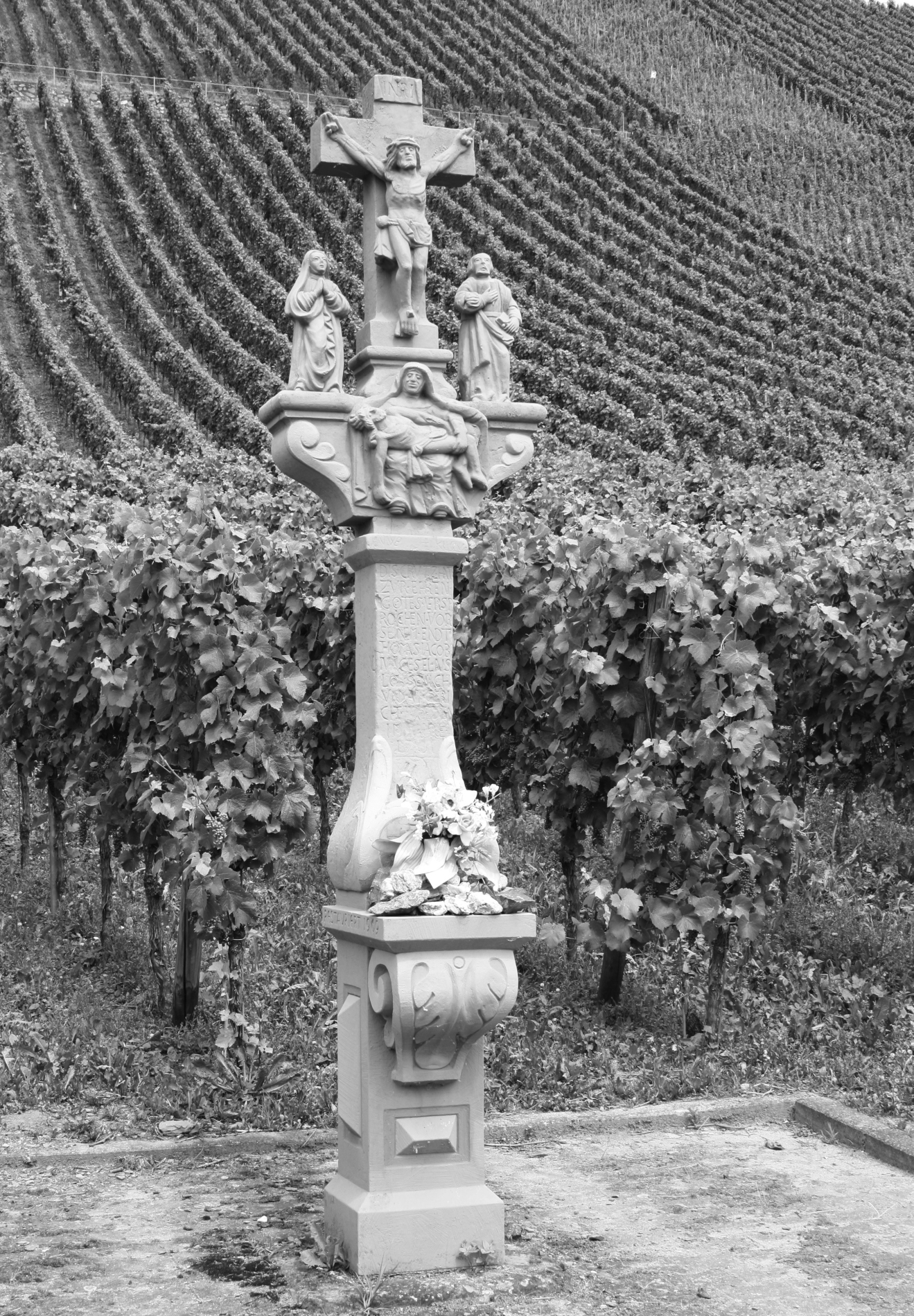
Wegekreuz von 1701 aus dem Innern der Kapelle am Treidelpfad Lösnich
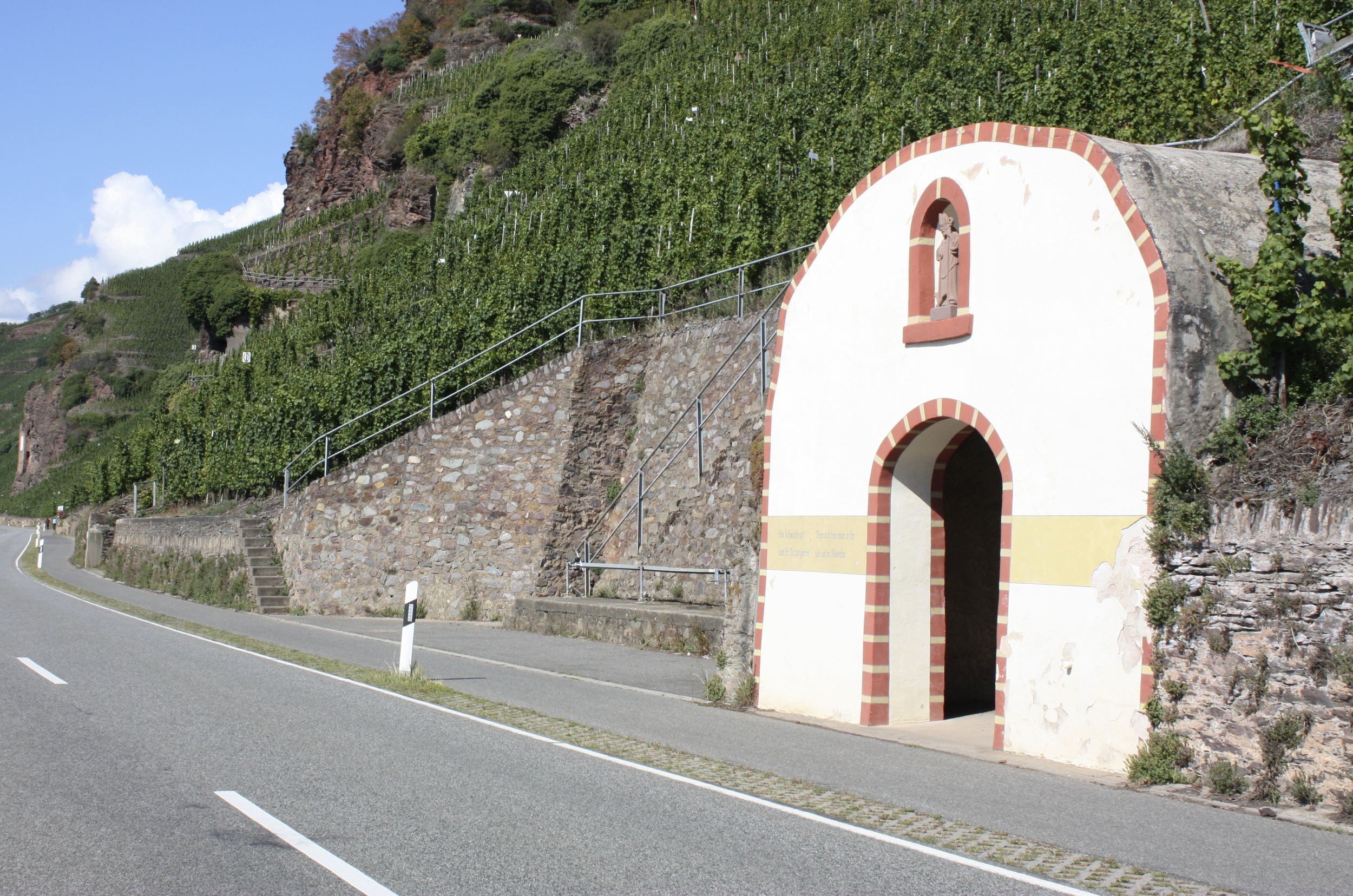
Schutzgebäude am linksseitigen Moselufer von Erden
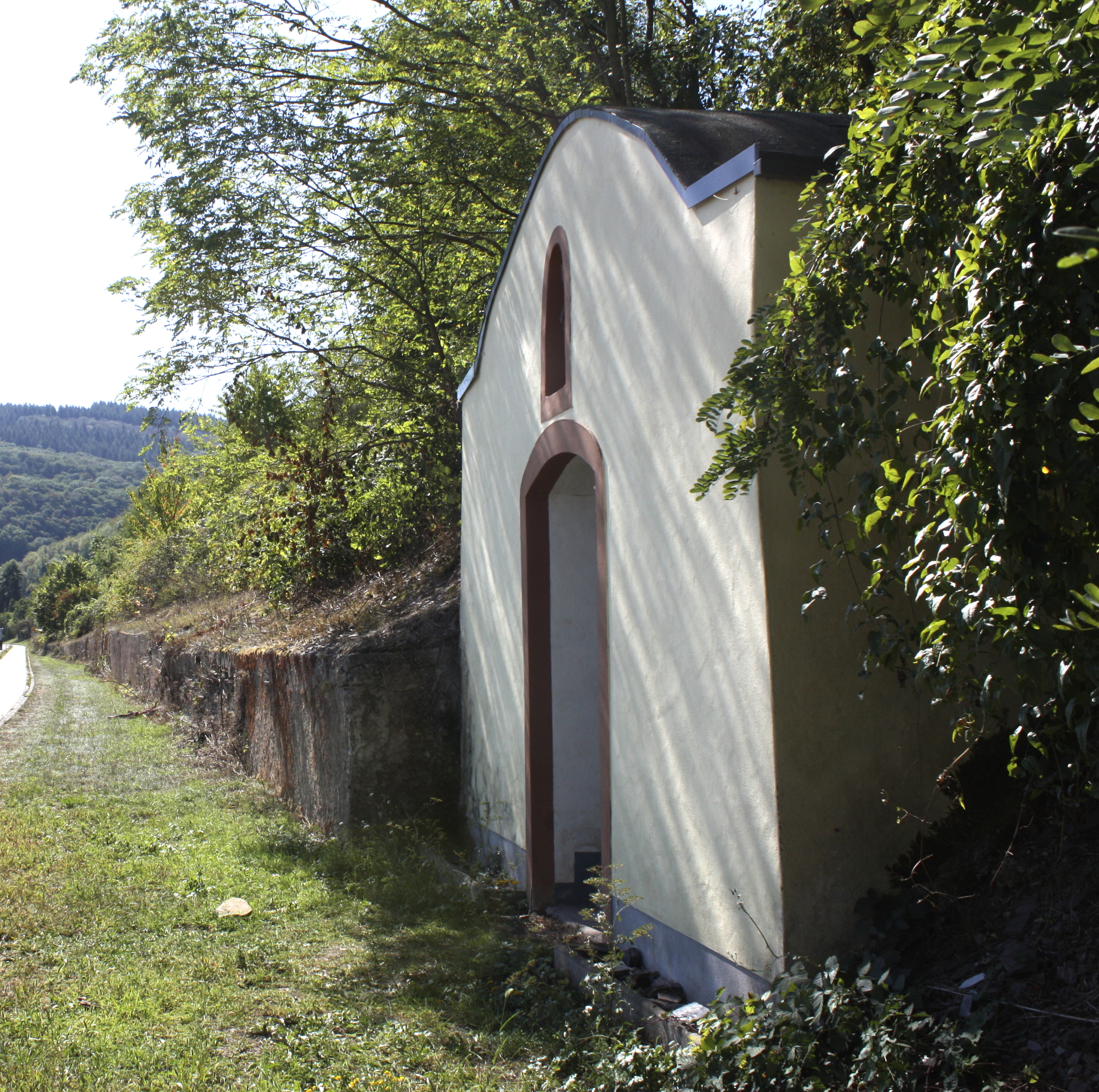
Schutzgebäude am linksseitigen Moselufer von Rachtig